# Lista monumentelor ocrotite de stat din municipiul Chișinău
Lista monumentelor din municipiul Chișinău cuprinde monumentele patrimoniului cultural din municipiul Chișinău înscrise în Registrul monumentelor Republicii Moldova ocrotite de stat.
Registrul monumentelor Republicii Moldova ocrotite de stat a fost aprobat prin Hotărârea Parlamentului nr. 1531-XII împreună cu Legea nr. 1530-XII privind ocrotirea monumentelor RM din 22 iunie 1993. În Monitorul Oficial nr. 1 din 1994 a fost publicată doar Legea, fără a include însă și Registrul, care a fost publicat mult mai târziu, la 2 februarie 2010. A nu se confunda cu Registrul arheologic național sau cel al monumentelor de for public, care sunt liste diferite ce vizează doar anumite compartimente ale patrimoniului cultural, întocmite în baza unor legi separate. De asemenea, este diferit de Registrul monumentelor istorice de importanță locală din Chișinău, care este elaborat și aprobat în mod independent de către autoritățile locale ale municipiului.
Lista completă este menținută și actualizată periodic de către Ministerul Culturii din Republica Moldova, dar înainte ca modificările să intre în vigoare acestea trebuie să fie aprobate de către Parlament. Această listă este menită să cuprindă și actualizările ulterioare.
| Nr.   | Localizare | Denumire | Datare                                                                                         | Tip         | Însemnătate | Imagine                 | Erori             |
| ----- | --- | --- | ---------------------------------------------------------------------------------------------- | ----------- | ----------- | ----------------------- | ----------------- |
| 1     | Chișinău 47°01′32″N 28°49′41″E / 47.025555555556°N 28.828055555556°E                                                | Aleea Clasicilor Literaturii. Grădina Publică „Ștefan cel Mare” | 1957                                                                                           | Is Ar       | N           | galerie \| Încarcă foto | Raportează eroare |
| 2     | Chișinău bd. Ștefan cel Mare și Sfânt, 138 47°01′29″N 28°49′57″E / 47.024623665148°N 28.83250788185°E               | Ansamblul Catedralei Mitropolitane „Nașterea Domnului” | 1830–1840                                                                                      | Is At       | N           | galerie \| Încarcă foto | Raportează eroare |
| 2     | Chișinău bd. Ștefan cel Mare și Sfânt 47°01′29″N 28°49′57″E / 47.024623665148°N 28.83250788185°E                    | Porțile Sfinte și scuarul | 1840                                                                                           | Is At       | N           | galerie \| Încarcă foto | Raportează eroare |
| 2     | Chișinău 47°01′29″N 28°49′57″E / 47.024623665148°N 28.83250788185°E                                                 | Piața Marii Adunări Naționale | 1840                                                                                           | Is At       | N           | galerie \| Încarcă foto | Raportează eroare |
| 14    | Chișinău str. Mazarache, 3 47°01′52″N 28°50′56″E / 47.030993°N 28.848961°E                                          | Biserica „Acoperământul Maicii Domnului” (fosta biserică „Nașterea Maicii Domnului”/„Măzărache”) | mijl. sec. XVIII                                                                               | At          | N           | galerie \| Încarcă foto | Raportează eroare |
| 15    | Chișinău bd. Ștefan cel Mare și Sfânt, 164A 47°01′47″N 28°49′31″E / 47.0298°N 28.8254°E                             | Biserica „Schimbarea la Față a Mântuitorului” (fosta biserică „Constantin și Elena”) | 1900–1902                                                                                      | At          | N           | galerie \| Încarcă foto | Raportează eroare |
| 16    | Chișinău str. Bulgară, 21 47°00′51″N 28°50′06″E / 47.014193677024°N 28.834950632741°E                               | Biserica „Adormirea Maicii Domnului” (fosta „Unită” de rit vechi ortodox) | 1892–1896                                                                                      | At          | N           | galerie \| Încarcă foto | Raportează eroare |
| 17    | Chișinău str. Bogdan Petriceicu-Hașdeu, 10 47°02′08″N 28°50′19″E / 47.035641°N 28.838674°E                          | Biserica „Buna Vestire” | 1807–1810                                                                                      | At          | N           | galerie \| Încarcă foto | Raportează eroare |
| 18    | Chișinău str. Sf. Gheorghe, 4 47°01′19″N 28°50′56″E / 47.0219°N 28.8489°E                                           | Biserica „Sfântul Mare Mucenic Gheorghe” | 1819                                                                                           | At          | N           | galerie \| Încarcă foto | Raportează eroare |
| 19    | Chișinău bd. Traian, 3/1 46°58′56″N 28°51′25″E / 46.982308390938°N 28.856885182057°E                                | Biserica „Sfântul Dumitru” | 1890–1902                                                                                      | At          | N           | galerie \| Încarcă foto | Raportează eroare |
| 20    | Chișinău str. Alexandru cel Bun, 50 47°01′29″N 28°50′33″E / 47.024780555556°N 28.842583333333°E                     | Biserica „Sfântul Haralambie” | 1812–1836                                                                                      | Ar At       | N           | galerie \| Încarcă foto | Raportează eroare |
| 21    | Chișinău str. Grigore Ureche, 58 47°01′38″N 28°50′53″E / 47.02712°N 28.84818°E                                      | Biserica „Înălțarea Domnului” („Sfânta Vinere”) | 1827–1830                                                                                      | Ar At       | N           | galerie \| Încarcă foto | Raportează eroare |
| 21    | Chișinău str. Grigore Ureche, 58 47°01′38″N 28°50′53″E / 47.02712°N 28.84818°E                                      | Monumente funerare | sec. XIX-XX                                                                                    | Ar At       | N           | galerie \| Încarcă foto | Raportează eroare |
| 22    | Chișinău str. Mihail Kogălniceanu, 67 47°01′12″N 28°49′26″E / 47.019894407265°N 28.823789093325°E                   | Biserica „Întâmpinarea Domnului”. Facultatea de teologie | 1879–1880                                                                                      | Is At Ar    | N           | galerie \| Încarcă foto | Raportează eroare |
| 23    | Chișinău Piața Veche, 8 47°01′51″N 28°50′37″E / 47.03079°N 28.84371°E                                               | Biserica „Sfânta Maica Domnului” (a comunității armenești) | 1803–1804 (aspect actual conform reconstrucției din 1885)                                      | At Ar       | N           | galerie \| Încarcă foto | Raportează eroare |
| 24    | Chișinău str. Vlaicu Pârcălab, 42a 47°01′15″N 28°49′58″E / 47.0207°N 28.83275°E                                     | Biserica „Sfântul Panteleimon” (a comunității grecești) | 1887–1891                                                                                      | At Ar       | N           | galerie \| Încarcă foto | Raportează eroare |
| 25    | Chișinău str. Ciuflea, 12 47°00′46″N 28°50′48″E / 47.0127°N 28.8467°E                                               | Catedrala Mănăstirii „Sfântul Mare Mucenic Teodor Tiron” (Biserica „Ciuflea”) | 1858                                                                                           | At          | N           | galerie \| Încarcă foto | Raportează eroare |
| 26    | Chișinău str. Mitropolit Dosoftei, 85 47°01′45″N 28°49′45″E / 47.02912°N 28.82909°E                                 | Biserica romano-catolică „Providența Divină” | 1840–1843                                                                                      | At          | N           | galerie \| Încarcă foto | Raportează eroare |
| 27    | Chișinău str. A. Pușkin, 20A 47°01′15″N 28°49′49″E / 47.020861111111°N 28.830405555556°E                            | Catedrala „Sfinții Teodor Tiron și Teodora de la Sihla” (fosta capelă a gimnaziului de fete al Zemstvei) | 1895–1922                                                                                      | Is Ar At    | N           | galerie \| Încarcă foto | Raportează eroare |
| 28    | Chișinău str. Tighina, 1 47°00′38″N 28°50′02″E / 47.010684379092°N 28.834004196503°E                                | Casa în care a locuit scriitorul Grigore Adam în anii 30 ai sec. XX |                                                                                                | Is          | N           | galerie \| Încarcă foto | Raportează eroare |
| 29    | Chișinău str. Sfatul Țării, 23 47°01′33″N 28°49′21″E / 47.025723157314°N 28.822361118918°E                          | Casa arhitectului A. I. Bernardazzi | jum. II a sec. XIX                                                                             | Is At       | N           | galerie \| Încarcă foto | Raportează eroare |
| 30    | Chișinău str. 31 August 1989, 97 47°01′11″N 28°50′01″E / 47.0196957691°N 28.833510668712°E                          | Casa arhitectului M. Seroținski | 1884                                                                                           | Is At       | N           | galerie \| Încarcă foto | Raportează eroare |
| 31    | Chișinău str. Bogdan Petriceicu-Hașdeu, 2 47°02′04″N 28°50′23″E / 47.034458246993°N 28.839684263317°E               | Casa lui Mihalache Cațica, în care a activat Loja masonă „Ovidiu-25” | înc. sec. XIX                                                                                  | Is          | N           | galerie \| Încarcă foto | Raportează eroare |
| 32    | Chișinău bd. Ștefan cel Mare, 132 47°01′21″N 28°50′11″E / 47.022401981099°N 28.836315765428°E                       | Casa în care a locuit cântăreața de muzică populară Tamara Ciobanu | 1992                                                                                           | Is At       | N           | galerie \| Încarcă foto | Raportează eroare |
| 33    | Chișinău str. Nicolae Iorga, 15A 47°01′21″N 28°49′25″E / 47.022557919029°N 28.823579241494°E                        | Casa în care a locuit plasticianul Sergiu Ciocolov |                                                                                                | Is          | N           | galerie \| Încarcă foto | Raportează eroare |
| 34    | Chișinău str. Alexei Mateevici, 97 47°01′15″N 28°49′10″E / 47.020970763962°N 28.819344961141°E                      | Casa în care, în anii 1944-1954, a locuit compozitorul Eugeniu Coca |                                                                                                | Is          | N           | Încarcă foto            | Raportează eroare |
| 35    | Chișinău str. Mitropolit Varlaam, 75 47°01′26″N 28°50′15″E / 47.023818430012°N 28.837587809526°E                    | Casa în care a locuit scriitorul Alexandru Cosmescu | 1992                                                                                           | Is          | N           | galerie \| Încarcă foto | Raportează eroare |
| 36    | Chișinău str. 31 August 1989, 123 47°01′26″N 28°49′37″E / 47.024013567919°N 28.827018908069°E                       | Casa în care a locuit omul de stat Anatol Corobceanu | 1992                                                                                           | Is Ar       | N           | galerie \| Încarcă foto | Raportează eroare |
| 37    | Chișinău str. Valeriu Cupcea, 1 47°00′33″N 28°49′26″E / 47.009226784625°N 28.82400246192°E                          | Casa actorului Valeriu Cupcea |                                                                                                | Is          | N           | Încarcă foto            | Raportează eroare |
| 38    | Chișinău str. Alexei Mateevici, 62 47°01′12″N 28°49′19″E / 47.020117868568°N 28.821873094273°E                      | Casa arhitectului Cupcea | sf. sec. XIX                                                                                   | Is At       | N           | galerie \| Încarcă foto | Raportează eroare |
| 39    | Chișinău str. Mitropolit G. Bănulescu-Bodoni, 5 47°01′12″N 28°49′22″E / 47.020117914515°N 28.822858669841°E         | Casa în care a locuit academicianul N. A. Dimo |                                                                                                | Is At       | N           | galerie \| Încarcă foto | Raportează eroare |
| 40    | Chișinău str. București, 63 47°01′12″N 28°49′49″E / 47.019917350954°N 28.830394473289°E                             | Casa pictorului Moisei Gamburd | sf. sec. XIX                                                                                   | Is At       | N           | galerie \| Încarcă foto | Raportează eroare |
| 41    | Chișinău str. Mitropolit G. Bănulescu-Bodoni, 9 47°01′14″N 28°49′24″E / 47.020546265781°N 28.823470233928°E         | Casa editorului A. Kașevski | înc. sec. XX                                                                                   | Is At       | N           | galerie \| Încarcă foto | Raportează eroare |
| 42    | Chișinău str. Alexei Mateevici, 109 47°01′18″N 28°49′08″E / 47.02180115°N 28.819014169444°E                         | Casa medicului A. Kațovski | înc. sec. XX                                                                                   | Is At       | N           | galerie \| Încarcă foto | Raportează eroare |
| 43    | Chișinău str. Al. Bernardazzi, 97 47°01′03″N 28°49′32″E / 47.017394041702°N 28.825452567239°E                       | Casa lui M. V. Karcevski | înc. sec. XX                                                                                   | Is At       | N           | galerie \| Încarcă foto | Raportează eroare |
| 44    | Chișinău str. Alexei Mateevici, 107 47°01′18″N 28°49′09″E / 47.021706686339°N 28.819151010635°E                     | Casa medicului Iulia Kviatkovski | sf. sec. XX                                                                                    | Is At       | N           | galerie \| Încarcă foto | Raportează eroare |
| 45    | Chișinău str. A. Șciusev, 111 47°01′32″N 28°49′09″E / 47.02544414622°N 28.819226375095°E                            | Casa în care a locuit cântăreața de operă Lidia Lipkovski |                                                                                                | Is At       | N           | galerie \| Încarcă foto | Raportează eroare |
| 46    | Chișinău str. Alexei Mateevici, 33 47°00′55″N 28°49′34″E / 47.01538°N 28.82623°E                                    | Casa în care a locuit poetul-preot A. Mateevici | 1988                                                                                           | Is At       | N           | galerie \| Încarcă foto | Raportează eroare |
| 47    | Chișinău str. Alexei Mateevici, 37                                                                                  | Casa în care, în anii 1945-1951, a locuit compozitorul Ștefan Neaga |                                                                                                | Is At       | N           | Încarcă foto            | Raportează eroare |
| 48    | Chișinău str. București, 52 47°01′06″N 28°50′00″E / 47.018438617992°N 28.833214831707°E                             | Casa sculptorului Alexandru Plămădeală | sf. sec. XIX                                                                                   | Is          | N           | galerie \| Încarcă foto | Raportează eroare |
| 49    | Chișinău str-la Teatrului, 2 47°01′35″N 28°49′54″E / 47.026311551343°N 28.83158580556°E                             | Casa în care a locuit arheologul Ion C. Suruceanu în anii 70 ai sec. XIX |                                                                                                | Is At       | N           | galerie \| Încarcă foto | Raportează eroare |
| 50    | Chișinău str. A. Șciusev, 77 47°01′14″N 28°49′36″E / 47.020622402033°N 28.82654944782°E                             | Casa în care s-a născut și a locuit în anii 1873-1897 arhitectul A.V. Șciusev | sf. sec. XIX                                                                                   | Is          | N           | galerie \| Încarcă foto | Raportează eroare |
| 51    | Chișinău str. Anton Pann, 19 47°01′54″N 28°50′12″E / 47.0318°N 28.8367°E                                            | Casa-muzeu „A. S. Pușkin” | 1973                                                                                           | Is          | N           | galerie \| Încarcă foto | Raportează eroare |
| 52    | Chișinău str. Mihail Kogălniceanu, 60 47°01′10″N 28°49′33″E / 47.019385552228°N 28.825920704526°E                   | Casa inginerului Serbov | sf. sec. XIX                                                                                   | Is At       | N           | galerie \| Încarcă foto | Raportează eroare |
| 53    | Chișinău str. Alexei Mateevici, 27 47°00′53″N 28°49′37″E / 47.014727029715°N 28.827053999795°E                      | Casa în care a locuit folcloristul Petre Ștefănucă | anii 1930                                                                                      | Is At       | N           | galerie \| Încarcă foto | Raportează eroare |
| 54    | Chișinău str. Nucarilor, 2 47°00′34″N 28°49′20″E / 47.009581762669°N 28.822271797101°E                              | Casa poetului Petru Zadnipru | anii 1950                                                                                      | Is          | N           | galerie \| Încarcă foto | Raportează eroare |
| 55    | Chișinău str. I. Zaikin, 7 47°02′02″N 28°49′53″E / 47.033818891365°N 28.831294307852°E                              | Casa în care a locuit atletul Ivan Zaikin |                                                                                                | Is          | N           | galerie \| Încarcă foto | Raportează eroare |
| 56    | Chișinău str. Alexandru cel Bun, 2 47°01′08″N 28°50′57″E / 47.018826260609°N 28.849224295358°E                      | Casă de raport | sf. sec. XIX – înc. sec. XX                                                                    | Is          | N           | galerie \| Încarcă foto | Raportează eroare |
| 57    | Chișinău str. Alexandru cel Bun, 3 47°01′09″N 28°50′54″E / 47.019195300165°N 28.848440490441°E                      | Casă de raport | sf. sec. XIX – înc. sec. XX                                                                    | At          | N           | galerie \| Încarcă foto | Raportează eroare |
| 58    | Chișinău str. Alexandru cel Bun, 16                                                                                 | Casă de raport | sf. sec. XIX – înc. sec. XX                                                                    | At          | N           | Încarcă foto            | Raportează eroare |
| 59    | Chișinău str. Alexandru cel Bun, 19 47°01′20″N 28°50′43″E / 47.022301604627°N 28.845172489932°E                     | Casă de raport | înc. sec. XX                                                                                   | At          | N           | galerie \| Încarcă foto | Raportează eroare |
| 60    | Chișinău str. Alexandru cel Bun, 23 47°01′22″N 28°50′40″E / 47.022719832206°N 28.8443482945°E                       | Casă de raport | sf. sec. XIX                                                                                   | At          | N           | galerie \| Încarcă foto | Raportează eroare |
| 61    | Chișinău str. Alexandru cel Bun, 47 47°01′30″N 28°50′26″E / 47.025015755055°N 28.840435997034°E                     | Casă de raport | jum. II a sec. XIX                                                                             | At          | N           | galerie \| Încarcă foto | Raportează eroare |
| 62    | Chișinău str. Alexandru cel Bun, 98                                                                                 | Casă de raport | sf. sec. XIX                                                                                   | At          | N           | Încarcă foto            | Raportează eroare |
| 63    | Chișinău str. Alexandru cel Bun, 110                                                                                | Casă de raport | sf. sec. XIX                                                                                   | At          | N           | Încarcă foto            | Raportează eroare |
| 64    | Chișinău str. Alexandru cel Bun, 117 47°01′56″N 28°49′47″E / 47.032265117612°N 28.829624354887°E                    | Casă de raport | sf. sec. XIX                                                                                   | At          | N           | galerie \| Încarcă foto | Raportează eroare |
| 65    | Chișinău str. Armenească, 96 47°01′20″N 28°50′36″E / 47.022333342176°N 28.843432326536°E                            | Casă de raport | 1901                                                                                           | At          | N           | galerie \| Încarcă foto | Raportează eroare |
| 66    | Chișinău str. București, 32 47°00′53″N 28°50′19″E / 47.014802704326°N 28.838637901634°E                             | Casă de raport | 1899                                                                                           | At          | N           | galerie \| Încarcă foto | Raportează eroare |
| 67    | Chișinău str. București, 35 47°00′58″N 28°50′09″E / 47.016208076374°N 28.835894506374°E                             | Casă de raport | înc. sec. XX                                                                                   | At          | N           | galerie \| Încarcă foto | Raportează eroare |
| 68    | Chișinău str. București, 60 47°01′11″N 28°49′53″E / 47.019658620268°N 28.831404157496°E                             | Casă de raport | 1899                                                                                           | At          | N           | galerie \| Încarcă foto | Raportează eroare |
| 69    | Chișinău str. București, 67 47°01′13″N 28°49′47″E / 47.020365644113°N 28.829698912024°E                             | Casă de raport cu magazin la parter | înc. sec. XX                                                                                   | Is At       | N           | galerie \| Încarcă foto | Raportează eroare |
| 70    | Chișinău str. Columna, 48 47°01′09″N 28°50′51″E / 47.019093573096°N 28.847538177862°E                               | Casă de raport | înc. sec. XX                                                                                   | At          | N           | galerie \| Încarcă foto | Raportează eroare |
| 71    | Chișinău str. Columna, 143 47°01′53″N 28°49′43″E / 47.031462293219°N 28.828472440539°E                              | Casă de raport | sf. sec. XIX                                                                                   | At          | N           | galerie \| Încarcă foto | Raportează eroare |
| 72    | Chișinău str. Toma Ciorbă, 13 47°01′52″N 28°49′11″E / 47.031230018311°N 28.819588983298°E                           | Casă de raport | sf. sec. XIX                                                                                   | At          | N           | galerie \| Încarcă foto | Raportează eroare |
| 73    | Chișinău str. Mihai Eminescu, 1 47°00′55″N 28°49′38″E / 47.015342656869°N 28.827292287955°E                         | Casă de raport | sec. XIX – înc. sec. XX                                                                        | At          | N           | galerie \| Încarcă foto | Raportează eroare |
| 74    | Chișinău str. Mihai Eminescu, 34 47°01′06″N 28°49′55″E / 47.018212172869°N 28.832010626675°E                        | Casă de raport | sf. sec. XIX – înc. sec. XX                                                                    | At          | N           | galerie \| Încarcă foto | Raportează eroare |
| 75    | Chișinău str. Mihai Eminescu, 50 47°01′13″N 28°50′05″E / 47.020173587262°N 28.834856409643°E                        | Casă de raport cu pasaj și cu magazie la parter | înc. sec. XX                                                                                   | At          | N           | galerie \| Încarcă foto | Raportează eroare |
| 76    | Chișinău str. A. Hîjdeu, 71 47°01′36″N 28°50′44″E / 47.026532372269°N 28.845690111949°E                             | Casă de raport cu magazie la parter | înc. sec. XX                                                                                   | At          | N           | galerie \| Încarcă foto | Raportează eroare |
| 77    | Chișinău str. V. Alecsandri, 90 47°01′25″N 28°50′33″E / 47.023656482803°N 28.842592341318°E                         | Casă de raport | înc. sec. XX                                                                                   | At          | N           | Încarcă foto            | Raportează eroare |
| 78    | Chișinău str. V. Alecsandri, 105 47°01′09″N 28°50′08″E / 47.019294257079°N 28.835682228052°E                        | Casă de raport | 1910                                                                                           | At          | N           | galerie \| Încarcă foto | Raportează eroare |
| 79    | Chișinău str. Ismail, 17 47°00′50″N 28°50′33″E / 47.014025°N 28.842558333333°E                                      | Casă de raport | jum. II a sec. XIX                                                                             | At          | N           | galerie \| Încarcă foto | Raportează eroare |
| 80    | Chișinău str. Ismail, 44 47°00′49″N 28°50′33″E / 47.013564721427°N 28.84259739061°E                                 | Casă de raport | jum. II a sec. XIX                                                                             | At          | N           | galerie \| Încarcă foto | Raportează eroare |
| 81    | Chișinău str. Mihail Kogălniceanu, 3 47°00′45″N 28°50′09″E / 47.012582810851°N 28.835873374759°E                    | Casă de raport | sf. sec. XIX                                                                                   | At          | N           | galerie \| Încarcă foto | Raportează eroare |
| 82    | Chișinău str. Mihail Kogălniceanu, 20                                                                               | Casă de raport | înc. sec. XX                                                                                   | At          | N           | Încarcă foto            | Raportează eroare |
| 83    | Chișinău str. Mihail Kogălniceanu, 22 47°00′52″N 28°50′01″E / 47.014349910598°N 28.833733098209°E                   | Casă de raport | sf. sec. XIX – înc. sec. XX                                                                    | At          | N           | galerie \| Încarcă foto | Raportează eroare |
| 84    | Chișinău str. Mihail Kogălniceanu, 36a 47°00′58″N 28°49′51″E / 47.016221979767°N 28.83081755069°E                   | Casă de raport | anii 1930                                                                                      | At          | N           | galerie \| Încarcă foto | Raportează eroare |
| 85    | Chișinău str. Mihail Kogălniceanu, 44 47°01′02″N 28°49′46″E / 47.017211596671°N 28.829307000525°E                   | Casă de raport | înc. sec. XX                                                                                   | At          | N           | galerie \| Încarcă foto | Raportează eroare |
| 86    | Chișinău str. Nicolae Iorga, 12 47°01′17″N 28°49′22″E / 47.021466770701°N 28.822723532627°E                         | Casă de raport | înc. sec. XX                                                                                   | At          | N           | galerie \| Încarcă foto | Raportează eroare |
| 87    | Chișinău str. Tricolorului, 42                                                                                      | Casă de raport | înc. sec. XX                                                                                   | At          | N           | Încarcă foto            | Raportează eroare |
| 88    | Chișinău str. Alexei Mateevici, 29 47°00′54″N 28°49′37″E / 47.014898693812°N 28.826846699846°E                      | Casă de raport | sf. sec XX                                                                                     | At          | N           | galerie \| Încarcă foto | Raportează eroare |
| 89    | Chișinău str. Veronica Micle, 5 47°01′11″N 28°50′10″E / 47.019593714593°N 28.836081856893°E                         | Casă de raport | anii 1930                                                                                      | At          | N           | galerie \| Încarcă foto | Raportează eroare |
| 90    | Chișinău str. Mitropolit Dosoftei, 118 47°01′50″N 28°49′42″E / 47.030438272374°N 28.828353694258°E                  | Casă de raport cu pasaj | 1901                                                                                           | At          | N           | galerie \| Încarcă foto | Raportează eroare |
| 91    | Chișinău str. Mitropolit Petru Movilă, 27 47°01′49″N 28°49′20″E / 47.030368310522°N 28.822331883201°E               | Casă de raport | înc. sec. XX                                                                                   | At          | N           | galerie \| Încarcă foto | Raportează eroare |
| 92    | Chișinău str. Vlaicu Pârcălab                                                                                       | Casă de raport | înc.sec. XX                                                                                    | At          | N           | Încarcă foto            | Raportează eroare |
| 93    | Chișinău str. Vlaicu Pârcălab, 57 47°01′20″N 28°50′03″E / 47.022194149483°N 28.834272605141°E                       | Casă de raport | anii 1930                                                                                      | At          | N           | galerie \| Încarcă foto | Raportează eroare |
| 94    | Chișinău str. A. Pușkin, 9 47°01′10″N 28°49′39″E / 47.019356158091°N 28.827537881735°E                              | Casă de raport | înc. sec. XX                                                                                   | At          | N           | galerie \| Încarcă foto | Raportează eroare |
| 95    | Chișinău str. Sfatul Țării, 34 47°01′52″N 28°49′51″E / 47.030999520308°N 28.830971692041°E                          | Casă de raport | sf. sec. XIX                                                                                   | At          | N           | galerie \| Încarcă foto | Raportează eroare |
| 96    | Chișinău str. A. Șciusev, 35 47°00′58″N 28°49′59″E / 47.016163420946°N 28.833158181683°E                            | Casă de raport |                                                                                                | At          | N           | galerie \| Încarcă foto | Raportează eroare |
| 97    | Chișinău str. A. Șciusev, 44 47°01′02″N 28°49′55″E / 47.017341116367°N 28.832042452236°E                            | Casă de raport | sf. sec. XIX                                                                                   | At          | N           | galerie \| Încarcă foto | Raportează eroare |
| 98    | Chișinău str. A. Șciusev, 53 47°01′06″N 28°49′48″E / 47.018297410473°N 28.829958587417°E                            | Casă de raport | sf. sec. XIX                                                                                   | At          | N           | galerie \| Încarcă foto | Raportează eroare |
| 99    | Chișinău str. A. Șciusev, 62 47°01′11″N 28°49′43″E / 47.019649168882°N 28.828631856722°E                            | Casă de raport cu magazie la parter | jum. II a sec. XIX                                                                             | At          | N           | galerie \| Încarcă foto | Raportează eroare |
| 100   | Chișinău str. 31 August 1989, 139 47°01′40″N 28°49′17″E / 47.027882008185°N 28.821360949682°E                       | Casă de raport | înc. sec. XX                                                                                   | At          | N           | galerie \| Încarcă foto | Raportează eroare |
| 101   | Chișinău str. 31 August 1989, 93 47°01′09″N 28°50′03″E / 47.019213151343°N 28.834232259835°E                        | Casă de raport | sf. sec. XIX – înc. sec. XX                                                                    | At          | N           | galerie \| Încarcă foto | Raportează eroare |
| 102   | Chișinău str. 31 August 1989                                                                                        | Casă de raport | 1914                                                                                           | At          | N           | Încarcă foto            | Raportează eroare |
| 103   | Chișinău str. Vasile Alecsandri, 24 47°00′52″N 28°49′46″E / 47.014570000806°N 28.829443154596°E                     | Casă individuală | sf.sec. XIX                                                                                    | At          | N           | galerie \| Încarcă foto | Raportează eroare |
| 104   | Chișinău str. Alexandru cel Bun, 104                                                                                | Casă individuală | înc. sec. XX                                                                                   | At          | N           | Încarcă foto            | Raportează eroare |
| 105   | Chișinău str. Alexandru cel Bun, 144 47°01′56″N 28°49′49″E / 47.032243495102°N 28.830237128123°E                    | Casă individuală | sf. sec. XIX                                                                                   | At          | N           | galerie \| Încarcă foto | Raportează eroare |
| 106   | Chișinău str. Al. Bernardazzi, 62 47°00′58″N 28°49′41″E / 47.016182935604°N 28.827969096506°E                       | Casă individuală | înc. sec. XX                                                                                   | At          | N           | galerie \| Încarcă foto | Raportează eroare |
| 107   | Chișinău str. Al. Bernardazzi, 64 47°00′59″N 28°49′40″E / 47.016393267881°N 28.827687527842°E                       | Casă individuală | înc. sec. XX                                                                                   | At          | N           | galerie \| Încarcă foto | Raportează eroare |
| 108   | Chișinău str. Al. Bernardazzi, 95 47°01′02″N 28°49′33″E / 47.017188760021°N 28.825768025893°E                       | Casă individuală | înc. sec. XX                                                                                   | At          | N           | galerie \| Încarcă foto | Raportează eroare |
| 109   | Chișinău str. București, 9                                                                                          | Casă individuală | sf. sec. XIX                                                                                   | At          | N           | Încarcă foto            | Raportează eroare |
| 110   | Chișinău str. București, 46 47°01′03″N 28°50′04″E / 47.017611887697°N 28.834444122438°E                             | Casă individuală | înc. sec. XX                                                                                   | At          | N           | galerie \| Încarcă foto | Raportează eroare |
| 111   | Chișinău str. București, 93 47°01′24″N 28°49′31″E / 47.023298713234°N 28.825308751922°E                             | Casă individuală | sf. sec. XIX                                                                                   | At Ar       | N           | galerie \| Încarcă foto | Raportează eroare |
| 112   | Chișinău str. Columna, 83 47°01′20″N 28°50′32″E / 47.02222378978°N 28.842333308054°E                                | Casă individuală | înc. sec. XX                                                                                   | At          | N           | galerie \| Încarcă foto | Raportează eroare |
| 113   | Chișinău str. Maria Cebotari, 1 47°01′19″N 28°49′11″E / 47.02206396248°N 28.819826414936°E                          | Casă individuală | sf. sec. XIX                                                                                   | At Ar       | N           | galerie \| Încarcă foto | Raportează eroare |
| 114   | Chișinău str. Maria Cebotari, 2 47°01′19″N 28°49′13″E / 47.021967761727°N 28.820386352585°E                         | Casă individuală | sf. sec. XIX                                                                                   | At          | N           | galerie \| Încarcă foto | Raportează eroare |
| 115   | Chișinău str. Maria Cebotari, 3 47°01′20″N 28°49′12″E / 47.022174384776°N 28.819972762564°E                         | Casă individuală | înc. sec. XX                                                                                   | At          | N           | galerie \| Încarcă foto | Raportează eroare |
| 116   | Chișinău str. Toma Ciorbă, 26 47°01′54″N 28°49′15″E / 47.031562873112°N 28.820741282077°E                           | Casă individuală | sf. sec. XIX                                                                                   | At          | N           | galerie \| Încarcă foto | Raportează eroare |
| 117   | Chișinău str. Mihai Eminescu, 4 47°00′55″N 28°49′40″E / 47.015203619595°N 28.827698398337°E                         | Casă individuală | sf. sec. XIX                                                                                   | At Ar       | N           | galerie \| Încarcă foto | Raportează eroare |
| 118   | Chișinău str. Mihai Eminescu, 7 47°00′56″N 28°49′40″E / 47.015668287858°N 28.827727457754°E                         | Casă individuală | sf. sec. XIX                                                                                   | At          | N           | galerie \| Încarcă foto | Raportează eroare |
| 119   | Chișinău str. Mihai Eminescu, 15 47°01′02″N 28°49′47″E / 47.017129410169°N 28.829825629407°E                        | Casă individuală | sf. sec. XIX                                                                                   | At Ar       | N           | galerie \| Încarcă foto | Raportează eroare |
| 120   | Chișinău str. Mihai Eminescu, 21 47°01′05″N 28°49′52″E / 47.018007185025°N 28.8310646358°E                          | Casă individuală | sf. sec. XIX                                                                                   | At          | N           | galerie \| Încarcă foto | Raportează eroare |
| 121   | Chișinău str. Mihai Eminescu, 30 47°01′04″N 28°49′53″E / 47.01776189838°N 28.831405255111°E                         | Casă individuală | sf. sec. XIX                                                                                   | At Ar       | N           | galerie \| Încarcă foto | Raportează eroare |
| 122   | Chișinău str. Mihai Eminescu, 32 47°01′05″N 28°49′55″E / 47.018089574103°N 28.83182380959°E                         | Casă individuală | sf. sec. XIX                                                                                   | At          | N           | galerie \| Încarcă foto | Raportează eroare |
| 123   | Chișinău str. Mihai Eminescu, 42 47°01′09″N 28°50′00″E / 47.019114148741°N 28.8332928623°E                          | Casă individuală | sf. sec. XIX                                                                                   | At          | N           | galerie \| Încarcă foto | Raportează eroare |
| 124   | Chișinău str. Mihai Eminescu, 48 47°01′12″N 28°50′04″E / 47.02005841627°N 28.834475977773°E                         | Casă individuală | anii 1930                                                                                      | At          | N           | galerie \| Încarcă foto | Raportează eroare |
| 125   | Chișinău str. Galbenă, 1 47°00′52″N 28°49′38″E / 47.014320216245°N 28.82710169169°E                                 | Casă individuală | anii 1930                                                                                      | At          | N           | galerie \| Încarcă foto | Raportează eroare |
| 126   | Chișinău str. Galbenă, 2 47°00′53″N 28°49′38″E / 47.014618288498°N 28.827162784717°E                                | Casă individuală | sf. sec. XIX – înc. sec. XX                                                                    | At          | N           | galerie \| Încarcă foto | Raportează eroare |
| 127   | Chișinău str. Galbenă, 3 47°00′51″N 28°49′37″E / 47.014253810742°N 28.827003427038°E                                | Casă individuală | înc. sec. XX                                                                                   | At          | N           | galerie \| Încarcă foto | Raportează eroare |
| 128   | Chișinău str. Galbenă, 5 47°00′51″N 28°49′37″E / 47.014134043467°N 28.826833855293°E                                | Casă individuală |                                                                                                | At          | N           | galerie \| Încarcă foto | Raportează eroare |
| 129   | Chișinău str. Galbenă, 8 47°00′51″N 28°49′35″E / 47.014179630258°N 28.826486203846°E                                | Casă individuală | anii 1930                                                                                      | At          | N           | galerie \| Încarcă foto | Raportează eroare |
| 130   | Chișinău str. A. Hîjdeu, 93 47°01′40″N 28°50′36″E / 47.027809710617°N 28.843299195943°E                             | Casă individuală | jum. II a sec. XIX                                                                             | At          | N           | galerie \| Încarcă foto | Raportează eroare |
| 131   | Chișinău str. A. Hîjdeu, 122 47°01′41″N 28°50′38″E / 47.028054311945°N 28.843935541494°E                            | Casă individuală | jum. II a sec. XIX                                                                             | At          | N           | galerie \| Încarcă foto | Raportează eroare |
| 132   | Chișinău str. Vasile Alecsandri, 37 47°00′43″N 28°49′40″E / 47.011967209197°N 28.827813964829°E                     | Casă individuală | sf. sec. XIX                                                                                   | At          | N           | galerie \| Încarcă foto | Raportează eroare |
| 133   | Chișinău str. Vasile Alecsandri, 77 47°00′56″N 28°49′49″E / 47.01559314354°N 28.830343353191°E                      | Casă individuală | sf. sec. XIX – înc. sec. XX                                                                    | At          | N           | galerie \| Încarcă foto | Raportează eroare |
| 134   | Chișinău str. Vasile Alecsandri, 88 47°01′23″N 28°50′31″E / 47.023192775166°N 28.841890302095°E                     | Casă individuală | sf. sec. XIX – înc. sec. XX                                                                    | At          | N           | galerie \| Încarcă foto | Raportează eroare |
| 135   | Chișinău str. Vasile Alecsandri, 111 47°01′13″N 28°50′14″E / 47.020280655972°N 28.837115343431°E                    | Casă individuală | sf. sec. XIX – înc. sec. XX                                                                    | At          | N           | galerie \| Încarcă foto | Raportează eroare |
| 136   | Chișinău str. Nicolae Iorga, 4 47°01′15″N 28°49′18″E / 47.020787437053°N 28.821597461987°E                          | Casă individuală | sf. sec. XIX – înc. sec. XX                                                                    | At          | N           | galerie \| Încarcă foto | Raportează eroare |
| 137   | Chișinău str. Nicolae Iorga, 10 47°01′16″N 28°49′19″E / 47.021077208595°N 28.82204886164°E                          | Casă individuală | sf. sec. XX                                                                                    | At          | N           | galerie \| Încarcă foto | Raportează eroare |
| 138   | Chișinău str. Nicolae Iorga, 14 47°01′19″N 28°49′24″E / 47.021856968551°N 28.823218702269°E                         | Casă individuală | înc. sec. XX                                                                                   | At          | N           | galerie \| Încarcă foto | Raportează eroare |
| 139   | Chișinău str. Nicolae Iorga, 18 47°01′21″N 28°49′27″E / 47.02257577154°N 28.824102787732°E                          | Casă individuală | jum. II a sec. XIX                                                                             | At          | N           | galerie \| Încarcă foto | Raportează eroare |
| 140   | Chișinău str. Ismail, 60                                                                                            | Casă individuală | sf. sec. XIX                                                                                   | At          | N           | Încarcă foto            | Raportează eroare |
| 141   | Chișinău str. Mihail Kogălniceanu, 28                                                                               | Casă individuală | sf. sec. XX-înc. sec. XIX                                                                      | At          | N           | Încarcă foto            | Raportează eroare |
| 142   | Chișinău str. Mihail Kogălniceanu, 30 47°00′56″N 28°49′55″E / 47.015486082743°N 28.831941945048°E                   | Casă individuală | înc. sec. XX                                                                                   | At          | N           | galerie \| Încarcă foto | Raportează eroare |
| 143   | Chișinău str. Mihail Kogălniceanu, 49 47°00′59″N 28°49′48″E / 47.0164270285°N 28.829878006941°E                     | Casă individuală |                                                                                                | At Ar       | N           | galerie \| Încarcă foto | Raportează eroare |
| 144   | Chișinău str. Mihail Kogălniceanu, 52 47°01′05″N 28°49′40″E / 47.018193861401°N 28.827811048544°E                   | Casă individuală | înc. sec. XX                                                                                   | At Ar       | N           | galerie \| Încarcă foto | Raportează eroare |
| 145   | Chișinău str. Mihail Kogălniceanu, 62 47°01′10″N 28°49′32″E / 47.019554704554°N 28.825622814581°E                   | Casă individuală | sf. sec. XIX                                                                                   | At Ar       | N           | galerie \| Încarcă foto | Raportează eroare |
| 146   | Chișinău str. Mihail Kogălniceanu, 66                                                                               | Casă individuală | sf. sec. XIX – înc. sec. XX                                                                    | At Ar       | N           | Încarcă foto            | Raportează eroare |
| 147   | Chișinău str. Mihail Kogălniceanu, 78                                                                               | Casă individuală | sf. sec. XIX                                                                                   | At          | N           | Încarcă foto            | Raportează eroare |
| 148   | Chișinău str. Mihail Kogălniceanu, 92 47°01′30″N 28°49′02″E / 47.024971138023°N 28.817292290576°E                   | Casă individuală | jum. II a sec. XIX                                                                             | At Ar       | N           | galerie \| Încarcă foto | Raportează eroare |
| 149   | Chișinău str. Serghei Lazo, 6 47°01′29″N 28°49′08″E / 47.024829006835°N 28.81896694958°E                            | Casă individuală | sf. sec. XIX – înc. sec. XX                                                                    | At          | N           | galerie \| Încarcă foto | Raportează eroare |
| 150   | Chișinău str. Serghei Lazo, 19 47°01′44″N 28°49′27″E / 47.028947560947°N 28.824197883238°E                          | Casă individuală | sf. sec. XIX                                                                                   | At          | N           | galerie \| Încarcă foto | Raportează eroare |
| 151   | Chișinău str. Serghei Lazo, 46                                                                                      | Casă individuală | înc. sec. XX                                                                                   | At          | N           | galerie \| Încarcă foto | Raportează eroare |
| 152   | Chișinău str. Alexandru Lăpușneanu, 14 47°01′55″N 28°49′07″E / 47.032013066649°N 28.818694159059°E                  | Casă individuală | înc. sec. XX                                                                                   | At          | N           | galerie \| Încarcă foto | Raportează eroare |
| 153   | Chișinău str. Alexandru Lăpușneanu, 16 47°01′55″N 28°49′08″E / 47.032075094722°N 28.818810989891°E                  | Casă individuală | anii 1930                                                                                      | At          | N           | galerie \| Încarcă foto | Raportează eroare |
| 154   | Chișinău str. Alexandru Lăpușneanu, 22 47°01′56″N 28°49′08″E / 47.032191606725°N 28.818970863661°E                  | Casă individuală | înc. sec. XX                                                                                   | At          | N           | galerie \| Încarcă foto | Raportează eroare |
| 155   | Chișinău str. Alexei Mateevici, 25 47°00′52″N 28°49′39″E / 47.01436196891°N 28.82744357442°E                        | Casă individuală | înc. sec. XX                                                                                   | At          | N           | galerie \| Încarcă foto | Raportează eroare |
| 156   | Chișinău str. Alexei Mateevici, 46                                                                                  | Casă individuală | înc. sec. XX                                                                                   | At          | N           | Încarcă foto            | Raportează eroare |
| 157   | Chișinău str. Alexei Mateevici, 50 47°00′59″N 28°49′32″E / 47.01644368374°N 28.825629169061°E                       | Casă individuală | înc. sec. XX                                                                                   | At          | N           | galerie \| Încarcă foto | Raportează eroare |
| 158   | Chișinău str. Alexei Mateevici, 67                                                                                  | Casă individuală | înc. sec. XX                                                                                   | At          | N           | Încarcă foto            | Raportează eroare |
| 159   | Chișinău str. Alexei Mateevici, 80 47°01′21″N 28°49′08″E / 47.022430805125°N 28.818981810259°E                      | Casă individuală | înc. sec. XX                                                                                   | At          | N           | galerie \| Încarcă foto | Raportează eroare |
| 160   | Chișinău str. Veronica Micle, 2 47°01′09″N 28°50′16″E / 47.019224463942°N 28.837685882769°E                         | Casă individuală | sf. sec. XIX                                                                                   | At          | N           | galerie \| Încarcă foto | Raportează eroare |
| 161   | Chișinău str. Veronica Micle, 4 47°01′11″N 28°50′14″E / 47.019616842384°N 28.837169367513°E                         | Casă individuală | anii 1930                                                                                      | At          | N           | galerie \| Încarcă foto | Raportează eroare |
| 162   | Chișinău str. Veronica Micle, 6                                                                                     | Casă individuală | sf. sec. XIX                                                                                   | At          | N           | Încarcă foto            | Raportează eroare |
| 163   | Chișinău str. A. Șciusev, 52                                                                                        | Casă individuală | sf. sec. XIX                                                                                   | At          | N           | Încarcă foto            | Raportează eroare |
| 164   | Chișinău str. A. Șciusev, 76 47°01′15″N 28°49′37″E / 47.020898868374°N 28.826815353155°E                            | Casă individuală | sf. sec. XIX                                                                                   | At          | N           | galerie \| Încarcă foto | Raportează eroare |
| 165   | Chișinău str. A. Șciusev, 81 47°01′15″N 28°49′35″E / 47.020742703871°N 28.826409457113°E                            | Casă individuală | sf. sec. XIX                                                                                   | At          | N           | galerie \| Încarcă foto | Raportează eroare |
| 166   | Chișinău str. A. Șciusev, 82 47°01′17″N 28°49′33″E / 47.021404585293°N 28.825969814473°E                            | Casă individuală | sf. sec. XIX                                                                                   | At          | N           | galerie \| Încarcă foto | Raportează eroare |
| 167   | Chișinău str. A. Șciusev, 97 47°01′22″N 28°49′23″E / 47.022904448073°N 28.82310458061°E                             | Casă individuală | sf. sec. XIX                                                                                   | At          | N           | galerie \| Încarcă foto | Raportează eroare |
| 168   | Chișinău str. A. Șciusev, 99 47°01′23″N 28°49′22″E / 47.023030352798°N 28.82287609734°E                             | Casă individuală (proprietatea lui P. Halippa) | sf. sec. XIX                                                                                   | At          | N           | galerie \| Încarcă foto | Raportează eroare |
| 169   | Chișinău str. A. Șciusev, 125 47°01′37″N 28°49′02″E / 47.026851051179°N 28.817305196816°E                           | Casă individuală | sf. sec. XIX                                                                                   | At          | N           | galerie \| Încarcă foto | Raportează eroare |
| 171   | Chișinău str. Sfatul Țării, 57 47°01′47″N 28°49′43″E / 47.029797308575°N 28.828527665518°E                          | Casă individuală | jum. II a sec. XIX                                                                             | At          | N           | galerie \| Încarcă foto | Raportează eroare |
| 172   | Chișinău str. Teatrului, 5 47°01′36″N 28°49′52″E / 47.026757120651°N 28.83105906873°E                               | Casă individuală | înc. sec. XX                                                                                   | At          | N           | galerie \| Încarcă foto | Raportează eroare |
| 173   | Chișinău str. Tighina, 50 47°01′12″N 28°50′52″E / 47.019928144518°N 28.847845055585°E                               | Casă individuală | sf. sec. XIX                                                                                   | At          | N           | galerie \| Încarcă foto | Raportează eroare |
| 174   | Chișinău str. Alexandru Vlahuță, 5 47°01′32″N 28°50′35″E / 47.025515080658°N 28.843143469384°E                      | Casă individuală | anii 1880                                                                                      | At          | N           | galerie \| Încarcă foto | Raportează eroare |
| 175   | Chișinău str. 31 August 1989, 15 47°00′44″N 28°50′40″E / 47.012312419216°N 28.844493290661°E                        | Casă individuală | sf. sec. XIX                                                                                   | At          | N           | galerie \| Încarcă foto | Raportează eroare |
| 176   | Chișinău str. 31 August 1989, 40 47°00′53″N 28°50′29″E / 47.014732553524°N 28.84152692757°E                         | Casă individuală | sf. sec. XIX                                                                                   | At          | N           | galerie \| Încarcă foto | Raportează eroare |
| 177   | Chișinău str. 31 August 1989, 141                                                                                   | Casă individuală | înc. sec. XX                                                                                   | At          | N           | Încarcă foto            | Raportează eroare |
| 178   | Chișinău str. Bulgară, 28 47°00′50″N 28°50′06″E / 47.013801735197°N 28.835012711611°E                               | Casă de raport cu pasaj comun | înc. sec. XX                                                                                   | At          | N           | galerie \| Încarcă foto | Raportează eroare |
| 179   | Chișinău str. București, 31 47°00′57″N 28°50′11″E / 47.015946607715°N 28.836307682651°E                             | Casă cu pasaj comun | sf. sec. XIX                                                                                   | At          | N           | galerie \| Încarcă foto | Raportează eroare |
| 180   | Chișinău str. București, 34 47°00′57″N 28°50′13″E / 47.015897973078°N 28.837007953793°E                             | Casă cu pasaj comun | 1899                                                                                           | At          | N           | galerie \| Încarcă foto | Raportează eroare |
| 181   | Chișinău str. Toma Ciorbă, 5-7 47°01′51″N 28°49′08″E / 47.030741129248°N 28.818895428864°E                          | Casă cu pasaj comun | înc. sec. XX                                                                                   | At          | N           | galerie \| Încarcă foto | Raportează eroare |
| 182   | Chișinău str. Toma Ciorbă, 14 47°01′50″N 28°49′10″E / 47.030593432515°N 28.819350968344°E                           | Casă cu pasaj comun | înc. sec. XX                                                                                   | At          | N           | galerie \| Încarcă foto | Raportează eroare |
| 183   | Chișinău str. Mitropolit Dosoftei, 130 47°01′58″N 28°49′29″E / 47.032815412091°N 28.824742486138°E                  | Casă cu pasaj comun | înc. sec. XX                                                                                   | At          | N           | galerie \| Încarcă foto | Raportează eroare |
| 184   | Chișinău str. Mihail Kogălniceanu, 11 47°00′47″N 28°50′06″E / 47.013124495269°N 28.834992671218°E                   | Casă cu pasaj comun | sf. sec. XIX                                                                                   | At          | N           | galerie \| Încarcă foto | Raportează eroare |
| 185   | Chișinău str. Circului, 6 47°02′12″N 28°50′47″E / 47.0366°N 28.8465°E                                               | Biserica „Sfinții Împărați Constantin și Elena” | 1777                                                                                           | At Is Ar    | N           | galerie \| Încarcă foto | Raportează eroare |
| 185   | Chișinău str. Circului, 6 47°02′12″N 28°50′47″E / 47.0366°N 28.8465°E                                               | Cimitir cu complexul de monumente | sec. XVIII-XX                                                                                  | At Is Ar    | N           | galerie \| Încarcă foto | Raportează eroare |
| 186   | Chișinău str. Muncești, 46 47°00′29″N 28°51′43″E / 47.008°N 28.862°E                                                | Biserica „Sfânta Treime” | 1852–1869                                                                                      | At Is Ar    | N           | galerie \| Încarcă foto | Raportează eroare |
| 186   | Chișinău str. Muncești, 46 47°00′29″N 28°51′43″E / 47.008°N 28.862°E                                                | Cimitir cu complexul de monumente | sec. XVIII-XX                                                                                  | At Is Ar    | N           | galerie \| Încarcă foto | Raportează eroare |
| 187   | Chișinău str. Valea Trandafirilor, 11 47°00′32″N 28°51′02″E / 47.00876°N 28.8505°E                                  | Cimitir cu complex de monumente (sector catolic) | sec. XVIII-XX                                                                                  | Is Ar At    | N           | galerie \| Încarcă foto | Raportează eroare |
| 187   | Chișinău str. Valea Trandafirilor, 11 47°00′32″N 28°51′02″E / 47.00876°N 28.8505°E                                  | Capela familiei Ohanowicz | 1909–1922                                                                                      | Is Ar At    | N           | galerie \| Încarcă foto | Raportează eroare |
| 188   | Chișinău str. Valea Trandafirilor, 11 47°00′29″N 28°51′00″E / 47.008°N 28.85°E                                      | Cimitir cu complex de monumente (sector armenesc-gregorian) | sec. VIII-XX                                                                                   | Is Ar At    | N           | galerie \| Încarcă foto | Raportează eroare |
| 188   | Chișinău str. Valea Trandafirilor, 11 47°00′29″N 28°51′00″E / 47.008°N 28.85°E                                      | Biserica „Învierea Domnului” (paraclis al cimitirului armenesc-gregorian) | 1916                                                                                           | Is Ar At    | N           | galerie \| Încarcă foto | Raportează eroare |
| 189   | Chișinău str. Milano 47°02′07″N 28°47′50″E / 47.03527778°N 28.79722222°E                                            | Cimitir cu complex de monumente, casa ritualului de înmormântare Băit Tahara; gheniza | sec. XIX – înc. sec. XX                                                                        | Is Ar       | N           | galerie \| Încarcă foto | Raportează eroare |
| 191   | Chișinău str. Alexei Mateevici, 87 47°01′13″N 28°49′14″E / 47.020264503199°N 28.820547661051°E                      | Clădirea fostului azil pentru bărbați, fondat de principesa Eufrosinia Veazemski, unde, la 12 decembrie 1917, a fost proclamată Republica Democratică Moldovenească | jum. II a sec. XIX                                                                             | Is At       | N           | galerie \| Încarcă foto | Raportează eroare |
| 192   | Chișinău bd. Ștefan cel Mare, 81 47°01′20″N 28°50′07″E / 47.02234167°N 28.83521667°E                                | Clădirea fostei Bănci Publice Urbane (din 1978 Sala cu orgă) | 1892-1901                                                                                      | At Ar       | N           | galerie \| Încarcă foto | Raportează eroare |
| 193   | Chișinău bd. Ștefan cel Mare, 168 47°01′51″N 28°49′26″E / 47.030717668771°N 28.82388270669°E                        | Clădirea fostei Camere Fiscale (în prezent Institutul politehnic, blocul central) |                                                                                                | Is At Ar    | N           | galerie \| Încarcă foto | Raportează eroare |
| 194   | Chișinău str. Vlaicu Pârcălab, 17 47°01′05″N 28°49′42″E / 47.017924108052°N 28.828219137733°E                       | Clădirea fostei Camere Guberniale de Revizie | înc. sec. XX                                                                                   | At          | N           | galerie \| Încarcă foto | Raportează eroare |
| 195   | Chișinău str. Alexei Mateevici, 60A 47°01′10″N 28°49′20″E / 47.01930556°N 28.82222222°E                             | Clădirea fostului castel de apă cu foișor de foc | jum. II a sec. XIX                                                                             | Is At       | N           | galerie \| Încarcă foto | Raportează eroare |
| 196   | Chișinău str. București, 119 47°01′41″N 28°49′05″E / 47.028015361633°N 28.818143870389°E                            | Clădirea fostei clinici de boli oftalmice, fondată de medicul Iulia Kviatkovski | 1909-1910                                                                                      | Is At       | N           | galerie \| Încarcă foto | Raportează eroare |
| 197   | Chișinău str. București, 116 47°01′44″N 28°49′03″E / 47.02883118°N 28.817557°E                                      | Clădirea fostei clinici de boli oftalmice pentru copii, fondată de medicul Iulia Kviatkovski | înc. sec. XX                                                                                   | Is          | N           | Încarcă foto            | Raportează eroare |
| 198   | Chișinău str. Mihail Kogălniceanu, 82A 47°01′23″N 28°49′15″E / 47.022975240718°N 28.820713348629°E                  | Clădirea fostei clinici de pneumonie | sf. sec. XIX                                                                                   | Is At       | N           | galerie \| Încarcă foto | Raportează eroare |
| 199   | Chișinău str. Vlaicu Pârcălab, 46 47°01′17″N 28°50′01″E / 47.021388888889°N 28.833611111111°E                       | Clădirea fostei comunități a surorilor medicale „Crucea Roșie” a mănăstirii Hîrbovăț | înc. sec. XX                                                                                   | Is At       | N           | galerie \| Încarcă foto | Raportează eroare |
| 200   | Chișinău str. A. Șciusev, 103 47°01′26″N 28°49′17″E / 47.023901°N 28.821377°E                                       | Clădirea fostei conduceri a Zemstvei Guberniale a Basarabiei | sf. sec. XIX                                                                                   | Is At Ar    | N           | galerie \| Încarcă foto | Raportează eroare |
| 201   | Chișinău str. Mihail Kogălniceanu, 63 47°01′06″N 28°49′37″E / 47.018339171794°N 28.826825239375°E                   | Clădirea fostei conduceri guberniale | înc. sec. XX                                                                                   | Is Ar       | N           | galerie \| Încarcă foto | Raportează eroare |
| 202   | Chișinău bd. Ștefan cel Mare, 83 47°01′23″N 28°50′03″E / 47.023°N 28.8343°E                                         | Clădirea fostei Dume Orășenești | 1901                                                                                           | Is At       | N           | galerie \| Încarcă foto | Raportează eroare |
| 203   | Chișinău str. Nicolae Iorga, 15                                                                                     | Clădirea veche a fostului gimnaziu de băieți nr. 2 | înc. sec. XIX                                                                                  | Is At       | N           | Încarcă foto            | Raportează eroare |
| 204   | Chișinău str. Alexei Mateevici, 111 47°01′20″N 28°49′02″E / 47.02222222°N 28.81722222°E                             | Clădirea fostului gimnaziu de băieți nr. 3, unde s-a votat Actul Unirii de către Sfatul Țării la 27 martie 1918 |                                                                                                | Is At       | N           | galerie \| Încarcă foto | Raportează eroare |
| 205   | Chișinău str. 31 August 1989, 115 47°01′19″N 28°49′49″E / 47.021853°N 28.830354°E                                   | Clădirea fostului gimnaziu de fete, fondat de principesa N. G. Dadiani (în prezent Muzeul de Artă Plastică) | sf. sec. XIX – înc. sec. XX                                                                    | Is Ar At    | N           | galerie \| Încarcă foto | Raportează eroare |
| 206   | Chișinău str. București, 64/2 47°01′14″N 28°49′48″E / 47.020638888889°N 28.829944444444°E                           | Clădirea fostului gimnaziu de fete, fondat de Zemstva Basarabeană | 1880                                                                                           | Is At       | N           | galerie \| Încarcă foto | Raportează eroare |
| 207   | Chișinău str. Alexei Mateevici, 85 47°01′11″N 28°49′16″E / 47.01978582466°N 28.821094340802°E                       | Clădirea fostului gimnaziu de fete, fondat de baronesa I. A. von Heyking | sf. sec. XIX                                                                                   | Is At       | N           | galerie \| Încarcă foto | Raportează eroare |
| 208   | Chișinău str. Vlaicu Pârcălab, 48 47°01′18″N 28°50′03″E / 47.021599876679°N 28.834232095388°E                       | Clădirea fostei judecătorii de district | anii 1870-1880                                                                                 | Is At       | N           | galerie \| Încarcă foto | Raportează eroare |
| 209   | Chișinău str. Iacob Hîncu, 4                                                                                        | Clădirea fostului han | înc. sec. XIX                                                                                  | At          | N           | Încarcă foto            | Raportează eroare |
| 210   | Chișinău str. Șipotelor, 2 47°01′45″N 28°50′44″E / 47.029166806397°N 28.845478424305°E                              | Clădirea fostei mori de aburi | înc. sec. XX                                                                                   | At          | N           | galerie \| Încarcă foto | Raportează eroare |
| 211   | Chișinău str. Moara Roșie, 5 47°02′04″N 28°50′17″E / 47.034444444444°N 28.838194444444°E                            | Clădirea fostei mori cu aburi, numită „Roșie” | sf. sec. XIX                                                                                   | Is At       | N           | galerie \| Încarcă foto | Raportează eroare |
| 212   | Chișinău str. Alexandru Lăpușneanu, 2 47°01′52″N 28°49′03″E / 47.031075926263°N 28.817430127412°E                   | Clădirea fostului orfelinat „Balș” | jum. II a sec. XIX                                                                             | Is At       | N           | galerie \| Încarcă foto | Raportează eroare |
| 213   | Chișinău str. Alexei Mateevici, 86                                                                                  | Clădirea fostului pavilion al expoziției agricole | 1903                                                                                           | Is At       | N           | Încarcă foto            | Raportează eroare |
| 214   | Chișinău str. 31 August 1989, 78 47°01′25″N 28°49′44″E / 47.023502867273°N 28.828782493892°E                        | Clădirea fostului Seminar teologic | sf. sec. XIX                                                                                   | Is At       | N           | galerie \| Încarcă foto | Raportează eroare |
| 215   | Chișinău str. Nicolae Iorga, 2 47°01′14″N 28°49′17″E / 47.020537286816°N 28.821273038385°E                          | Clădirea fostei școli | 1847                                                                                           | Is At       | N           | galerie \| Încarcă foto | Raportează eroare |
| 216   | Chișinău str. A. Șciusev, 31 47°00′55″N 28°50′04″E / 47.015302910353°N 28.834458764129°E                            | Clădirea fostei școli | 1913-1917                                                                                      | Is At       | N           | galerie \| Încarcă foto | Raportează eroare |
| 217   | Chișinău str. Bogdan Petriceicu-Hașdeu, 4 47°02′06″N 28°50′22″E / 47.034963394542°N 28.839317593415°E               | Clădirea fostei școli | înc. sec. XX                                                                                   | Is At       | N           | galerie \| Încarcă foto | Raportează eroare |
| 218   | Chișinău str. Mitropolit Dosoftei, 99 47°01′55″N 28°49′31″E / 47.031892978662°N 28.825352396745°E                   | Clădirea fostei școli-internat pentru copiii feroviarilor | anii 1930                                                                                      | Is At       | N           | galerie \| Încarcă foto | Raportează eroare |
| 219   | Chișinău str. Ismail, 46 47°00′50″N 28°50′35″E / 47.013788456767°N 28.842949484796°E                                | Clădirea fostei școli de meserii | sf. sec. XIX                                                                                   | Is At       | N           | galerie \| Încarcă foto | Raportează eroare |
| 220   | Chișinău str. Avram Iancu, 29 47°01′16″N 28°50′55″E / 47.021206057328°N 28.848521435639°E                           | Clădirea fostei școli primare | jum. I a sec. XIX                                                                              | Is At       | N           | galerie \| Încarcă foto | Raportează eroare |
| 221   | Chișinău str. Sfatul Țării, 26 47°01′45″N 28°49′42″E / 47.02917799564°N 28.828229763579°E                           | Clădirea fostei școli poloneze de pe lângă biserica romano-catolică | 1901-1906                                                                                      | Is At       | N           | galerie \| Încarcă foto | Raportează eroare |
| 222   | Chișinău str. Mihail Kogălniceanu, 65 47°01′07″N 28°49′33″E / 47.018564310717°N 28.825929386545°E                   | Clădirea fostei școli reale (în prezent Universitatea de Stat, blocul central) | anii 1870                                                                                      | Is At       | N           | galerie \| Încarcă foto | Raportează eroare |
| 223   | Chișinău str. Mitropolit G. Bănulescu-Bodoni, 33 47°01′23″N 28°49′38″E / 47.023091821349°N 28.827225469841°E        | Clădirea fostei școli reale nr. 2 fondată de M. V. Karcevski | 1901                                                                                           | Is At       | N           | galerie \| Încarcă foto | Raportează eroare |
| 230   | Chișinău str. Mihail Kogălniceanu, 82 47°01′24″N 28°49′12″E / 47.0234°N 28.8201°E                                   | Clădirea Muzeului Zooagricol și de Meșteșuguri Populare (în prezent Muzeul de Etnografie și Istorie Naturală) | 1906                                                                                           | Is At       | N           | galerie \| Încarcă foto | Raportează eroare |
| 231   | Chișinău str. Mitropolit Dosoftei, 124 47°01′54″N 28°49′35″E / 47.031725587144°N 28.826411781987°E                  | Complexul de cazărmi | anii 1870-1880                                                                                 | Is At       | N           | galerie \| Încarcă foto | Raportează eroare |
| 232   | Chișinău str. Vasile Alecsandri, 14 47°00′43″N 28°49′42″E / 47.012071498578°N 28.828301282506°E                     | Complexul de clădiri ale fostului azil pentru bătrâni „Frăția Alexandru Nevski” | 1867 – înc. sec. XX                                                                            | Is At       | N           | galerie \| Încarcă foto | Raportează eroare |
| 232   | Chișinău str. Vasile Alecsandri, 14 47°00′43″N 28°49′42″E / 47.012071498578°N 28.828301282506°E                     | Biserica „Sfântul Mare Cneaz Vladimir” (fosta Biserică „Icoana Maicii Domnului „Bucuria tuturor scârbiților””) | 1899–1900                                                                                      | Is At       | N           | galerie \| Încarcă foto | Raportează eroare |
| 233   | Chișinău str. Sfatul Țării, 25 47°01′34″N 28°49′21″E / 47.026007338215°N 28.82253905979°E                           | Complexul de clădiri ale fabricii de bere | sf. sec. XIX                                                                                   | Is At       | N           | galerie \| Încarcă foto | Raportează eroare |
| 234   | Chișinău str. Calea Orheiului, 90 47°03′16″N 28°51′07″E / 47.054468022827°N 28.852013733483°E                       | Complexul de clădiri ale hergheliei | înc. sec. XX                                                                                   | Is At       | N           | galerie \| Încarcă foto | Raportează eroare |
| 235   | Chișinău str. A. Pușkin, 11 47°01′12″N 28°49′41″E / 47.019978°N 28.828185°E                                         | Complexul de clădiri ale fostei clinici de hidroterapie a medicului Tumarkin | sf. sec. XIX – înc. sec. XX                                                                    | Is At Ar    | N           | galerie \| Încarcă foto | Raportează eroare |
| 236   | Chișinău str. Rabbi Țirilson, 8 47°01′31″N 28°50′43″E / 47.025271381609°N 28.845207558034°E                         | Complexul fostei sinagogi, cu azilul pentru bătrâni | sf. sec. XIX                                                                                   | Is At       | N           | galerie \| Încarcă foto | Raportează eroare |
| 237   | Chișinău str. Mitropolit Dosoftei, 138 47°02′06″N 28°49′19″E / 47.034997222222°N 28.821905555556°E                  | Complexul de clădiri ale fostei societăți anonime belgiene „Tramvai” | înc. sec. XX                                                                                   | Is At       | N           | galerie \| Încarcă foto | Raportează eroare |
| 238   | Chișinău str. Sarmizegetusa, 48                                                                                     | Complexul de clădiri și grădina peisajeră ale școlii de pomicultură și viticultură | 1842                                                                                           | Is At       | N           | galerie \| Încarcă foto | Raportează eroare |
| 239   | Chișinău str. Mihail Kogălniceanu, 67 47°01′12″N 28°49′27″E / 47.020111111111°N 28.824055555556°E                   | Complexul de clădiri ale fostei Școli teologice. Biserica „Întâmpinarea Domnului” | 1880                                                                                           | Is At       | N           | galerie \| Încarcă foto | Raportează eroare |
| 240   | Chișinău bd. Ștefan cel Mare, 163 47°01′59″N 28°49′08″E / 47.033183156949°N 28.818825656266°E                       | Complexul de clădiri ale spitalului de boli infecțioase, fondat de medicul Toma Ciorbă | 1886-1932                                                                                      | Is At       | N           | galerie \| Încarcă foto | Raportează eroare |
| 241   | Chișinău str. Columna, 150 47°01′59″N 28°49′38″E / 47.032993635552°N 28.827185549718°E                              | Complexul de clădiri ale fostului spital evreiesc | sf. sec. XIX – înc. sec. XX                                                                    | Is At Ar    | N           | galerie \| Încarcă foto | Raportează eroare |
| 242   | Chișinău str. Alexandru cel Bun, 38 47°01′23″N 28°50′39″E / 47.023154579011°N 28.844265040044°E                     | Conacul urban Zoti | jum. II a sec. XIX                                                                             | Is At       | N           | galerie \| Încarcă foto | Raportează eroare |
| 243   | Chișinău str. Mihai Eminescu, 31 47°01′09″N 28°49′57″E / 47.019099637425°N 28.832448500472°E                        | Conacul urban Pisarjevski | jum. II a sec. XIX                                                                             | Is At       | N           | galerie \| Încarcă foto | Raportează eroare |
| 244   | Chișinău str. București, 62 47°01′12″N 28°49′51″E / 47.020067303442°N 28.830887993865°E                             | Conacul urban Rîșcanu-Derojinski (reconstruit în anii 50 ai sec. XX pentru sediul Sovietului Suprem al R.S.S.M.) |                                                                                                | Is At       | N           | galerie \| Încarcă foto | Raportează eroare |
| 245   | Chișinău str. București, 92 47°01′32″N 28°49′22″E / 47.025541222193°N 28.822748968958°E                             | Conac urban Dolivo-Dobrovolski | jum. II a sec. XIX                                                                             | Is At       | N           | galerie \| Încarcă foto | Raportează eroare |
| 246   | Chișinău str. Columna, 106 47°01′38″N 28°50′08″E / 47.027140048503°N 28.835656430577°E                              | Conac urban Catargi | 1821-1823                                                                                      | Is At       | N           | galerie \| Încarcă foto | Raportează eroare |
| 247   | Chișinău str. Columna, 110 47°01′40″N 28°50′05″E / 47.027762285428°N 28.834650467998°E                              | Conac urban Nazarov | sf. sec. XIX                                                                                   | Is At       | N           | galerie \| Încarcă foto | Raportează eroare |
| 248   | Chișinău str. Maria Cebotari, 6 47°01′21″N 28°49′16″E / 47.022510542256°N 28.821198387019°E                         | Conac urban | sf. sec. XIX – înc. sec. XX                                                                    | Is At       | N           | galerie \| Încarcă foto | Raportează eroare |
| 249   | Chișinău str. Mihai Eminescu, 52 47°01′14″N 28°50′07″E / 47.020421°N 28.835175°E                                    | Conacul urban Inglezi | 1873-1875                                                                                      | Is At       | N           | galerie \| Încarcă foto | Raportează eroare |
| 250   | Chișinău str. Nicolae Iorga, 5 47°01′16″N 28°49′18″E / 47.021245687829°N 28.821599019131°E                          | Conac urban | înc. sec. XX                                                                                   | At          | N           | galerie \| Încarcă foto | Raportează eroare |
| 251   | Chișinău str. Nicolae Iorga, 20 47°01′22″N 28°49′29″E / 47.022846724646°N 28.824625459845°E                         | Conac urban | înc. sec. XX                                                                                   | At          | N           | galerie \| Încarcă foto | Raportează eroare |
| 252   | Chișinău str. Serghei Lazo, 11 47°01′40″N 28°49′20″E / 47.02767069525°N 28.822359975774°E                           | Conacul urban Ianușevici | sf. sec. XIX                                                                                   | At          | N           | galerie \| Încarcă foto | Raportează eroare |
| 253   | Chișinău str. Serghei Lazo, 14 47°01′33″N 28°49′14″E / 47.025835302699°N 28.820454790825°E                          | Conac urban | sf. sec. XIX                                                                                   | At          | N           | galerie \| Încarcă foto | Raportează eroare |
| 254   | Chișinău str. Serghei Lazo, 24 47°01′37″N 28°49′20″E / 47.026817254811°N 28.822169587482°E                          | Conacul urban Cazimir-Cheșco | 1858, 1859-1901                                                                                | Is At       | N           | galerie \| Încarcă foto | Raportează eroare |
| 255   | Chișinău str. Alexei Mateevici, 31 47°00′55″N 28°49′35″E / 47.015221307507°N 28.826484734939°E                      | Conac urban | înc. sec. XX                                                                                   | At          | N           | galerie \| Încarcă foto | Raportează eroare |
| 256   | Chișinău str. Mitropolit G. Bănulescu-Bodoni, 10 47°01′18″N 28°49′33″E / 47.021802273878°N 28.825918155318°E        | Conac urban | jum. II a sec. XIX                                                                             | At          | N           | galerie \| Încarcă foto | Raportează eroare |
| 257   | Chișinău str. Mitropolit G. Bănulescu-Bodoni, 17 47°01′19″N 28°49′31″E / 47.021845352478°N 28.825314995507°E        | Conac urban | înc. sec. XX                                                                                   | At          | N           | galerie \| Încarcă foto | Raportează eroare |
| 258   | Chișinău str. Mitropolit G. Bănulescu-Bodoni, 35 47°01′25″N 28°49′40″E / 47.023541885844°N 28.827693648723°E        | Conac urban al familiei Donici | anii 1850-1860                                                                                 | At          | N           | galerie \| Încarcă foto | Raportează eroare |
| 259   | Chișinău str. Mitropolit G. Bănulescu-Bodoni, 53 47°01′42″N 28°50′05″E / 47.028432560188°N 28.834849158274°E        | Conac urban | sf. sec. XIX                                                                                   | At          | N           | galerie \| Încarcă foto | Raportează eroare |
| 260   | Chișinău str. Mitropolit Petru Movilă, 37 47°01′55″N 28°49′29″E / 47.032011362755°N 28.824675916976°E               | Conac urban | înc. sec. XX                                                                                   | At          | N           | galerie \| Încarcă foto | Raportează eroare |
| 261   | Chișinău str. Mitropolit Petru Movilă, 84                                                                           | Conac urban | jum. II a sec. XIX                                                                             | At          | N           | Încarcă foto            | Raportează eroare |
| 262   | Chișinău str. Mitropolit Petru Movilă, 122                                                                          | Conac urban | jum. II a sec. XIX                                                                             | At          | N           | Încarcă foto            | Raportează eroare |
| 263   | Chișinău str. Mitropolit Petru Movilă, 55                                                                           | Conac urban | sf. sec. XIX                                                                                   | At          | N           | Încarcă foto            | Raportează eroare |
| 264   | Chișinău str. Sfatul Țării, 37 47°01′40″N 28°49′32″E / 47.027806345951°N 28.825466123965°E                          | Conac urban | jum. II a sec. XIX                                                                             | At          | N           | galerie \| Încarcă foto | Raportează eroare |
| 265   | Chișinău str. Sfatul Țării, 59                                                                                      | Conac urban | jum. II a sec. XIX                                                                             | At          | N           | Încarcă foto            | Raportează eroare |
| 266   | Chișinău str. A. Șciusev, 47 47°01′04″N 28°49′50″E / 47.017775882306°N 28.830687474676°E                            | Conac urban | înc. sec. XX                                                                                   | At          | N           | galerie \| Încarcă foto | Raportează eroare |
| 267   | Chișinău bd. Ștefan cel Mare, 160                                                                                   | Conacul urban Teodosiu | 1886                                                                                           | At          | N           | Încarcă foto            | Raportează eroare |
| 268   | Chișinău str. 31 August 1989, 100 47°01′44″N 28°49′13″E / 47.029016154821°N 28.820352708999°E                       | Conacul urban Ghica-Comănești V. V. Cristi | anii 1870                                                                                      | At          | N           | galerie \| Încarcă foto | Raportează eroare |
| 269   | Chișinău str. 31 August 1989, 153 47°01′46″N 28°49′09″E / 47.029449701389°N 28.819063869209°E                       | Conac urban | jum. II a sec. XIX                                                                             | At          | N           | galerie \| Încarcă foto | Raportează eroare |
| 270   | Chișinău str. 31 August 1989, 161 47°01′51″N 28°49′02″E / 47.030702779904°N 28.817194690727°E                       | Conacul urban al baronului A. F. Stuart | 1900-1917                                                                                      | At          | N           | galerie \| Încarcă foto | Raportează eroare |
| 271   | Chișinău str. Tricolorului, 42 47°01′40″N 28°49′54″E / 47.027798097723°N 28.83171333545°E                           | Conac urban | jum. II a sec. XIX                                                                             | Is At       | N           | galerie \| Încarcă foto | Raportează eroare |
| 273   | Chișinău str. Columna, 72 47°01′22″N 28°50′32″E / 47.022805110941°N 28.842123080006°E                               | Edificiu pentru funcții social-culturale | sf. sec. XIX                                                                                   | At          | N           | galerie \| Încarcă foto | Raportează eroare |
| 274   | Chișinău str. Vasile Alecsandri, 115 47°01′14″N 28°50′15″E / 47.020631075252°N 28.83759807309°E                     | Edificiu pentru funcții social-culturale cu magazin la parter | sf. sec. XIX                                                                                   | At          | N           | galerie \| Încarcă foto | Raportează eroare |
| 275   | Chișinău str. Mihail Kogălniceanu, 39 47°00′56″N 28°49′53″E / 47.015490056417°N 28.831290870416°E                   | Edificiu pentru funcții social culturale, în care s-a aflat Școala „Belle Arte” | înc. sec. XX                                                                                   | Is At       | N           | galerie \| Încarcă foto | Raportează eroare |
| 276   | Chișinău str. Mihail Kogălniceanu, 72 47°01′15″N 28°49′26″E / 47.020887902706°N 28.823915211034°E                   | Edificiu pentru funcții social-culturale | jum. II a sec. XX                                                                              | At          | N           | galerie \| Încarcă foto | Raportează eroare |
| 277   | Chișinău str. Mihail Kogălniceanu, 90 47°01′29″N 28°49′03″E / 47.024834970995°N 28.817547015087°E                   | Edificiu pentru funcții social-culturale | sf. sec. XIX                                                                                   | At          | N           | galerie \| Încarcă foto | Raportează eroare |
| 278   | Chișinău str. Veronica Micle, 3                                                                                     | Edificiu pentru funcții social-politice | înc. sec. XX                                                                                   | At          | N           | Încarcă foto            | Raportează eroare |
| 279   | Chișinău str. Mitropolit G. Bănulescu-Bodoni, 16 47°01′21″N 28°49′37″E / 47.022583626643°N 28.827037306838°E        | Edificiu pentru funcții social-politice | sf. sec. XIX                                                                                   | At          | N           | galerie \| Încarcă foto | Raportează eroare |
| 280   | Chișinău str. Vlaicu Pârcălab, 71 47°01′27″N 28°50′13″E / 47.024030562412°N 28.837074234792°E                       | Edificiu pentru funcții social-politice | înc. sec. XX                                                                                   | At          | N           | galerie \| Încarcă foto | Raportează eroare |
| 281   | Chișinău bd. Ștefan cel Mare, 148 47°01′34″N 28°49′51″E / 47.026111°N 28.830702°E                                   | Edificiu pentru funcții social-politice | 1840                                                                                           | Is At Ar    | N           | galerie \| Încarcă foto | Raportează eroare |
| 282   | Chișinău str. Tighina, 6 47°00′42″N 28°50′10″E / 47.011753772666°N 28.836152189145°E                                | Edificiu pentru funcții social-culturale | anii 1930                                                                                      | At          | N           | galerie \| Încarcă foto | Raportează eroare |
| 283   | Chișinău str. Octavian Goga – 2, 4, 7, 8, 13, 14, 18, 20, 21, 24, 26, 33                                            | Fondul construit |                                                                                                | At Ar       | N           | galerie \| Încarcă foto | Raportează eroare |
| 283   | str. Sf. Andrei – 15, 17, 19, 20, 24, 25, 26, 27, 28, 30, 33, 35, 38, 44, 46, 58                                    | Fondul construit |                                                                                                | At Ar       | N           | galerie \| Încarcă foto | Raportează eroare |
| 283   | str. Zamfir Arbore – 1, 2, 2B, 4A, 5, 9, 10, 11, 12, 13, 18, 20, 22                                                 | Fondul construit |                                                                                                | At Ar       | N           | galerie \| Încarcă foto | Raportează eroare |
| 283   | str. Anton Pann – 7, 11, 15, 17, 19                                                                                 | Fondul construit |                                                                                                | At Ar       | N           | galerie \| Încarcă foto | Raportează eroare |
| 283   | str. Buna Vestire – 6, 9, 15, 19, 21                                                                                | Fondul construit |                                                                                                | At Ar       | N           | galerie \| Încarcă foto | Raportează eroare |
| 283   | str. Căpriana – 52, 54, 56, 76                                                                                      | Fondul construit |                                                                                                | At Ar       | N           | galerie \| Încarcă foto | Raportează eroare |
| 283   | str. A. Hîjdeu – 37, 56, 57, 58, 59, 63, 68, 71                                                                     | Fondul construit |                                                                                                | At Ar       | N           | galerie \| Încarcă foto | Raportează eroare |
| 283   | str. Sf. Ilie – 41, 58, 64                                                                                          | Fondul construit |                                                                                                | At Ar       | N           | galerie \| Încarcă foto | Raportează eroare |
| 283   | str. Pruncul – 2, 4, 6, 8, 9, 10, 12, 13, 14, 16, 18, 20, 22, 24                                                    | Fondul construit |                                                                                                | At Ar       | N           | galerie \| Încarcă foto | Raportează eroare |
| 283   | Colina Pușkin – 2, 3, 4, 5, 8, 8A, 10, 12, 16, 36                                                                   | Fondul construit |                                                                                                | At Ar       | N           | galerie \| Încarcă foto | Raportează eroare |
| 283   | str. Petru Rareș – 32, 33, 34, 35, 36, 37, 49, 53, 55                                                               | Fondul construit |                                                                                                | At Ar       | N           | galerie \| Încarcă foto | Raportează eroare |
| 283   | str. Grigore Ureche – 12, 21, 42, 44, 46, 49, 51, 54, 56, 58, 61, 64, 73                                            | Fondul construit |                                                                                                | At Ar       | N           | galerie \| Încarcă foto | Raportează eroare |
| 283   | str. Alexandru Vlahuță – 3, 5, 6, 7, 8, 10, 12, 13, 14, 22, 24, 26, 28                                              | Fondul construit |                                                                                                | At Ar       | N           | galerie \| Încarcă foto | Raportează eroare |
| 284   | Chișinău 47°01′30″N 28°49′41″E / 47.025°N 28.828°E                                                                  | Grădina publică „Ștefan cel Mare”. Îngrădirea ornamentală. Sculpturile monumentale ale clasicilor | 1818 – sec. XX                                                                                 | Is At Ar    | N           | galerie \| Încarcă foto | Raportează eroare |
| 285   | Chișinău str. Ismail 47°00′33″N 28°49′59″E / 47.009166666667°N 28.833055555556°E                                    | Monumentul gloriei militare | 1975                                                                                           | Is Ar       | N           | galerie \| Încarcă foto | Raportează eroare |
| 286   | Chișinău str. Ismail 47°00′32″N 28°49′53″E / 47.008851682664°N 28.831382012387°E                                    | Monument în memoria eroilor căzuți în luptele pentru independența și integritatea Republicii Moldova | 1992                                                                                           | Is          | N           | galerie \| Încarcă foto | Raportează eroare |
| 291   | Chișinău Grădina publică Ștefan cel Mare și Sfânt 47°01′32″N 28°49′49″E / 47.0255°N 28.8303°E                       | Monument lui Ștefan cel Mare și Sfânt | 1929                                                                                           | Is Ar       | N           | galerie \| Încarcă foto | Raportează eroare |
| 296   | Chișinău Grădina publică Ștefan cel Mare și Sfânt 47°01′31″N 28°49′40″E / 47.02526°N 28.82772°E                     | Monument lui A. S. Pușkin | 1885                                                                                           | Is Ar       | N           | galerie \| Încarcă foto | Raportează eroare |
| 308   | Chișinău 47°01′N 28°50′E / 47.02°N 28.83°E                                                                          | Nucleul istoric al Chișinăului cu amplasamentul cuprins între străzile Alexei Mateevici, Constantin Stere, Alexei Șciusev, Mihai Viteazul, str-la Sfântul Andrei, străzile Sfântul Andrei, Ivan Zaikin, Albișoara, Ismail, bd. Ștefan cel Mare și Sfânt, străzile Ciuflea, București, Lev Tolstoi, reprezentat prin trama stradală cu fondul construit, scuarurile și monumentele păstrate in situ (a se vedea și fondul construit al străzilor specificate la poziția 283) | jum. II a sec. XV – înc. sec. XX                                                               | Is Ur At Ar | N           | galerie \| Încarcă foto | Raportează eroare |
| 309   | Chișinău str. Nicolai Dimo, 6 47°02′16″N 28°51′48″E / 47.03778°N 28.86339°E                                         | Paraclis comemorativ voluntarilor bulgari și ruși | 1881-1882                                                                                      | Is Ar       | N           | galerie \| Încarcă foto | Raportează eroare |
| 310   | Chișinău str. George Enescu, 5 47°02′00″N 28°48′28″E / 47.033405°N 28.807665°E                                      | Dendrariu | sec. XIX                                                                                       | Is Ar       | N           | galerie \| Încarcă foto | Raportează eroare |
| 311   | Chișinău 47°01′17″N 28°48′55″E / 47.021324°N 28.815175°E                                                            | Parcul Valea Morilor | mijl. sec. XX                                                                                  | Is At       | N           | galerie \| Încarcă foto | Raportează eroare |
| 317   | Chișinău str. Mircești, 44 47°03′41″N 28°48′29″E / 47.061323535647°N 28.808097304803°E                              | Placă comemorativă profesorilor, colaboratorilor și studenților căzuți în război (1941-1945) |                                                                                                | Is Ar       | N           | galerie \| Încarcă foto | Raportează eroare |
| 320   | Chișinău str. Habad Liubavici, 8-10 47°01′23″N 28°50′32″E / 47.023029°N 28.84234°E                                  | Sinagoga „Sticlarilor” | mijl. sec. XIX                                                                                 | Is At       | N           | galerie \| Încarcă foto | Raportează eroare |
| 324   | Chișinău bd. Ștefan cel Mare, 79 47°01′18″N 28°50′10″E / 47.021729°N 28.836193°E                                    | Teatrul Național „Mihai Eminescu”⁠(d) | 1930-1954                                                                                      | Ar At       | N           | galerie \| Încarcă foto | Raportează eroare |
| 341   | Chișinău str. M. Sadoveanu                                                                                          | Tumul⁠(d) | epoca antică                                                                                   | Ah          | N           | Încarcă foto            | Raportează eroare |
| 346   | Chișinău str. Mitropolit G. Bănulescu-Bodoni, 7                                                                     | Vila urbană Gafencu | înc. sec. XX                                                                                   | Is          | N           | Încarcă foto            | Raportează eroare |
| 347   | Chișinău str. București, 72 47°01′23″N 28°49′35″E / 47.023150493536°N 28.826312211665°E                             | Vilă urbană | 1930                                                                                           | At          | N           | galerie \| Încarcă foto | Raportează eroare |
| 348   | Chișinău bd. Ștefan cel Mare, 167                                                                                   | Vila urbană în care a locuit muzicologul și pedagogul V. P. Gutora | sf. sec. XIX – înc. sec. XX                                                                    | Is At       | N           | Încarcă foto            | Raportează eroare |
| 349   | Chișinău bd. Ștefan cel Mare, 115 47°01′44″N 28°49′33″E / 47.028805555556°N 28.825838888889°E                       | Vila urbană a lui V. Herța | 1906                                                                                           | Is At       | N           | galerie \| Încarcă foto | Raportează eroare |
| 350   | Chișinău bd. Ștefan cel Mare, 113 47°01′42″N 28°49′34″E / 47.028404280555°N 28.826183851467°E                       | Vila urbană a lui M. Kligman | înc. sec. XX                                                                                   | Is At       | N           | galerie \| Încarcă foto | Raportează eroare |
| 351   | Chișinău str. Serghei Lazo, 7 47°01′36″N 28°49′15″E / 47.026687521033°N 28.820947784872°E                           | Vila urbană a lui A. S. Mimi | jum. II a sec. XIX                                                                             | Is At       | N           | galerie \| Încarcă foto | Raportează eroare |
| 352   | Chișinău str. Alexei Mateevici, 79 47°01′08″N 28°49′20″E / 47.018797669737°N 28.822245912938°E                      | Vila inginerului Pronin (fragment) |                                                                                                | At          | N           | galerie \| Încarcă foto | Raportează eroare |
| 353   | Chișinău str. A. Pușkin, 17 47°01′15″N 28°49′47″E / 47.020902035081°N 28.829664500405°E                             | Vila urbană a lui Semigradov | 1890                                                                                           | At          | N           | galerie \| Încarcă foto | Raportează eroare |
| 354   | Chișinău str. Maria Cebotari, 61 47°01′47″N 28°49′52″E / 47.029669113792°N 28.831148155331°E                        | Vilă pentru două familii | 1930                                                                                           | At          | N           | galerie \| Încarcă foto | Raportează eroare |
| 355   | Chișinău str. Mălina Mare, 39 46°59′31″N 28°50′32″E / 46.991818933132°N 28.842155707052°E                           | Vila urbană a lui M. Karcevski | 1897-1898                                                                                      | At          | N           | galerie \| Încarcă foto | Raportează eroare |
| 356   | Chișinău str. Al. Bernardazzi, 52 47°00′55″N 28°49′46″E / 47.015252661221°N 28.829465849711°E                       | Vilă urbană | anii 1930                                                                                      | At          | N           | galerie \| Încarcă foto | Raportează eroare |
| 357   | Chișinău str. București, 76 47°01′24″N 28°49′33″E / 47.023361222842°N 28.825931079162°E                             | Vilă urbană | înc. sec. XX                                                                                   | At Ar       | N           | galerie \| Încarcă foto | Raportează eroare |
| 358   | Chișinău str. Maria Cebotari, 5 47°01′21″N 28°49′14″E / 47.022498757547°N 28.82044719921°E                          | Vilă urbană | sec. XIX                                                                                       | At Ar       | N           | galerie \| Încarcă foto | Raportează eroare |
| 359   | Chișinău str. Mihai Eminescu, 13A 47°00′59″N 28°49′43″E / 47.016338500154°N 28.82872621887°E                        | Vilă urbană | înc. sec. XX                                                                                   | At Ar       | N           | galerie \| Încarcă foto | Raportează eroare |
| 360   | Chișinău str. Mihai Eminescu, 33 47°01′09″N 28°49′58″E / 47.019294027298°N 28.832811730636°E                        | Vilă urbană | anii 1930                                                                                      | At Ar       | N           | galerie \| Încarcă foto | Raportează eroare |
| 361   | Chișinău str. Mihai Eminescu, 34                                                                                    | Vilă urbană | înc. sec. XX                                                                                   | At Ar       | N           | Încarcă foto            | Raportează eroare |
| 362   | Chișinău str. Mihai Eminescu, 36 47°01′06″N 28°49′56″E / 47.018429922824°N 28.832271839797°E                        | Vilă urbană | anii 1930                                                                                      | At          | N           | galerie \| Încarcă foto | Raportează eroare |
| 363   | Chișinău str. Mihai Eminescu, 51 47°01′21″N 28°50′15″E / 47.022605890318°N 28.837578742475°E                        | Vilă urbană | sf. sec. XIX                                                                                   | At          | N           | galerie \| Încarcă foto | Raportează eroare |
| 364   | Chișinău str. Vasile Alecsandri, 18 47°00′51″N 28°49′44″E / 47.014138069577°N 28.828788740984°E                     | Vilă urbană | înc. sec. XX                                                                                   | At          | N           | galerie \| Încarcă foto | Raportează eroare |
| 365   | Chișinău str. Nicolae Iorga, 24 47°01′25″N 28°49′33″E / 47.02372056331°N 28.825933379398°E                          | Vilă urbană | jum. II a sec. XIX                                                                             | At          | N           | galerie \| Încarcă foto | Raportează eroare |
| 366   | Chișinău str. Mihail Kogălniceanu, 50 47°01′05″N 28°49′41″E / 47.018047052001°N 28.827955430174°E                   | Vilă urbană | anii 1930                                                                                      | At          | N           | galerie \| Încarcă foto | Raportează eroare |
| 367   | Chișinău str. A. Plămădeală, 2 47°01′27″N 28°48′57″E / 47.024152039712°N 28.815874478871°E                          | Vilă urbană | anii 1930                                                                                      | At          | N           | galerie \| Încarcă foto | Raportează eroare |
| 368   | Chișinău str. Alexei Mateevici, 23 47°00′51″N 28°49′39″E / 47.014138501026°N 28.827461184908°E                      | Vilă urbană | sec. XX                                                                                        | At          | N           | galerie \| Încarcă foto | Raportează eroare |
| 369   | Chișinău str. Alexei Mateevici, 65 47°01′01″N 28°49′28″E / 47.016943266108°N 28.824396408432°E                      | Vilă urbană | înc. sec. XX                                                                                   | At          | N           | galerie \| Încarcă foto | Raportează eroare |
| 370   | Chișinău str. Alexei Mateevici, 69 47°01′02″N 28°49′27″E / 47.017333703321°N 28.824034503517°E                      | Vilă urbană | anii 1930                                                                                      | At          | N           | galerie \| Încarcă foto | Raportează eroare |
| 371   | Chișinău str. Alexei Mateevici, 74 47°01′18″N 28°49′12″E / 47.021664888697°N 28.820084930274°E                      | Vilă urbană | jum. II a sec. XIX                                                                             | At          | N           | galerie \| Încarcă foto | Raportează eroare |
| 372   | Chișinău str. Alexei Mateevici, 103 47°01′18″N 28°49′09″E / 47.021788888889°N 28.819038888889°E                     | Vilă urbană | sf. sec. XIX                                                                                   | At          | N           | galerie \| Încarcă foto | Raportează eroare |
| 373   | Chișinău str. Alexei Mateevici, 119 47°01′28″N 28°48′58″E / 47.024456582534°N 28.816145451137°E                     | Vilă urbană | anii 1930                                                                                      | At          | N           | galerie \| Încarcă foto | Raportează eroare |
| 374   | Chișinău str. Vlaicu Pârcălab, 39 47°01′13″N 28°49′54″E / 47.020280944537°N 28.83152867276°E                        | Vilă urbană | anii 1930                                                                                      | At          | N           | galerie \| Încarcă foto | Raportează eroare |
| 375   | Chișinău str. A. Pușkin, 11                                                                                         | Vilă urbană | sf. sec. XIX                                                                                   | At          | N           | Încarcă foto            | Raportează eroare |
| 376   | Chișinău str. Sfatul Țării, 2 47°01′22″N 28°49′07″E / 47.022692966192°N 28.818571546194°E                           | Vilă urbană | anii 1930                                                                                      | At          | N           | galerie \| Încarcă foto | Raportează eroare |
| 377   | Chișinău str. Sfatul Țării, 35                                                                                      | Vilă urbană | anii 1930                                                                                      | At          | N           | Încarcă foto            | Raportează eroare |
| 378   | Chișinău str. Sfatul Țării, 49                                                                                      | Vilă urbană | anii 1930                                                                                      | At          | N           | Încarcă foto            | Raportează eroare |
| 379   | Chișinău str. Sfatul Țării, 51 47°01′45″N 28°49′39″E / 47.029167414826°N 28.827518453468°E                          | Vilă urbană | anii 1930                                                                                      | At          | N           | galerie \| Încarcă foto | Raportează eroare |
| 380   | Chișinău str. Sfatul Țării, 55 47°01′47″N 28°49′41″E / 47.029607323872°N 28.828172372083°E                          | Vilă urbană | înc. sec. XX                                                                                   | At          | N           | galerie \| Încarcă foto | Raportează eroare |
| 381   | Chișinău str. A. Șciusev, 117 47°01′35″N 28°49′04″E / 47.026501698168°N 28.817657967457°E                           | Vilă urbană | anii 1930                                                                                      | At          | N           | galerie \| Încarcă foto | Raportează eroare |
| 382   | Chișinău str. 31 August 1989, 95 47°01′10″N 28°50′03″E / 47.019308917136°N 28.834121967328°E                        | Vilă urbană | anii 1930                                                                                      | At          | N           | galerie \| Încarcă foto | Raportează eroare |
| 383   | Chișinău str. Timiș, 3 47°01′02″N 28°49′22″E / 47.017283567711°N 28.82273435402°E                                   | Vilă urbană | anii 1930                                                                                      | At          | N           | galerie \| Încarcă foto | Raportează eroare |
| 384   | Chișinău str. Zamfir Arbore, 4A 47°01′59″N 28°50′11″E / 47.03304563688°N 28.836408916238°E                          | Vilă urbană | anii 1930                                                                                      | At          | N           | galerie \| Încarcă foto | Raportează eroare |
| 384.1 | Chișinău bd. Ștefan cel Mare și Sfânt, 73 47°01′08″N 28°50′25″E / 47.018901959877°N 28.840190277272°E               | Clădirea fostului Minister al Alimentației Publice (în prezent sediul Procuraturii Generale a Republicii Moldova) | anii 1950                                                                                      | At          | N           | galerie \| Încarcă foto | Raportează eroare |
| 384.2 | Chișinău bd. Grigore Vieru, 12 47°01′48″N 28°50′31″E / 47.030101335574°N 28.842024018668°E                          | Clădirea Maternității nr. 2, cu parcul adiacent | anii 1950                                                                                      | At          | N           | galerie \| Încarcă foto | Raportează eroare |
| 384.3 | Chișinău bd. Renașterii Naționale, 7 47°02′14″N 28°50′57″E / 47.03734°N 28.84919°E                                  | Edificiul Circului din Chișinău | 1981                                                                                           | At          | N           | galerie \| Încarcă foto | Raportează eroare |
| 384.4 | Chișinău str. Aeroport, 16 46°56′09″N 28°55′40″E / 46.935951991475°N 28.927901489888°E                              | Clădirea Aerogării „Chișinău–Revaca” | 1960                                                                                           | Is At       | N           | galerie \| Încarcă foto | Raportează eroare |
| 384.5 | Chișinău bd. Dacia, 56 (pe teritoriul Muzeului Satului) 46°58′21″N 28°52′26″E / 46.972466°N 28.873792°E             | Biserica de lemn „Adormirea Maicii Domnului” (Biserica de lemn „Sf. Treime” din satul Hirișeni, raionul Telenești) | 1820, strămutată din satul Hirișeni, raionul Telenești, în Chișinău și restaurată în anul 2010 | At          | N           | galerie \| Încarcă foto | Raportează eroare |
| 384.6 | Chișinău bd. Dacia, 56 (pe teritoriul Muzeului Satului) 46°58′23″N 28°52′25″E / 46.973161804696°N 28.873580570101°E | Biserica de lemn „Adormirea Maicii Domnului” (Biserica de lemn „Adormirea Maicii Domnului” din satul Gârbova, raionul Ocnița) | 1908, strămutată din satul Gârbova, raionul Ocnița, în Chișinău și restaurată în anul 2020     | At          | N           | galerie \| Încarcă foto | Raportează eroare |
| 384.7 | Chișinău bd. Ștefan cel Mare și Sfânt, 1 47°00′48″N 28°50′53″E / 47.013218°N 28.848°E                               | Sediul Academiei de Științe a Moldovei | 1951-1955                                                                                      | At          | N           | galerie \| Încarcă foto | Raportează eroare |
| 384.8 | Chișinău str. Alexei Mateevici, 11 47°00′40″N 28°49′46″E / 47.0112°N 28.829504°E                                    | Cimitir cu complex de monumente | sec. XIX-XX                                                                                    | Is Ar At    | N           | galerie \| Încarcă foto | Raportează eroare |
| 384.8 | Chișinău str. Alexei Mateevici, 11 47°00′40″N 28°49′46″E / 47.0112°N 28.829504°E                                    | Biserica „Tuturor Sfinților” | 1830                                                                                           | Is Ar At    | N           | galerie \| Încarcă foto | Raportează eroare |
| 387F  | Chișinău str. Miron Costin 47°02′59″N 28°51′54″E / 47.049735517569°N 28.865071332412°E                              | Complexul comemorativ „Feciorilor Patriei – Sfântă Amintire” | 2007                                                                                           | At          | L           | galerie \| Încarcă foto | Raportează eroare |
| 388   | Codru str. Costiujeni, 3 46°57′15″N 28°50′06″E / 46.954255°N 28.834863°E                                            | Complexul de clădiri și parcul Spitalului Clinic de Psihiatrie | sf. sec. XIX – înc. sec. XX                                                                    | At Is       | N           | galerie \| Încarcă foto | Raportează eroare |
| 388   | Codru str. Costiujeni, 3 46°57′15″N 28°50′06″E / 46.954255°N 28.834863°E                                            | Biserica „Sfinții Trei Ierarhi” (fosta biserică „Sfântul Alexandr Nevski”) | 1904–1907                                                                                      | At Is       | N           | galerie \| Încarcă foto | Raportează eroare |
| 388.1 | Cricova 47°07′59″N 28°51′00″E / 47.133°N 28.85°E                                                                    | Complexul „Combinatul de Vinuri „Cricova S.A.”” (galeriile fostei cariere de piatră și structurile subterane (inclusiv sălile de degustare), ansamblul construcțiilor terestre cu terenurile aferente și de peisaj geografic) | fondat în 1952                                                                                 | Ai Cp       | N           | galerie \| Încarcă foto | Raportează eroare |
| 391   | Ciorescu 47°07′56″N 28°53′35″E / 47.13231487484°N 28.893124022138°E                                                 | Complexul de clădiri și parcul fostei școli de agronomie, fondată de Ion Ciorescu | sf. sec. XIX                                                                                   | Is          | N           | galerie \| Încarcă foto | Raportează eroare |
| 392   | Ciorescu | Complexul subteran de păstrare a vinului | mijl. sec. XIX                                                                                 | Is At       | N           | Încarcă foto            | Raportează eroare |
| 392.1 | Goian | Casa scriitorului Ion Canna (1902–1979) |                                                                                                | Im          | L           | Încarcă foto            | Raportează eroare |
| 395   | Durlești str. Alexei Mateevici, 8/2                                                                                 | Biserica „Sfinții Arhangheli Mihail și Gavriil” | 1865                                                                                           | At          | N           | galerie \| Încarcă foto | Raportează eroare |
| 396   | Durlești | Casa parohială în care s-a născut sculptorul A. Plămădeală | jum. II a sec. XIX                                                                             | Is At       | N           | Încarcă foto            | Raportează eroare |
| 399   | Durlești | Sculptură populară. La cimitir |                                                                                                | Ar          | N           | galerie \| Încarcă foto | Raportează eroare |
| 403   | Vadul lui Vodă 47°05′19″N 29°04′41″E / 47.0886008925°N 29.078133143442°E                                            | Monument la mormântul comun al ostașilor căzuți în 1944 |                                                                                                | Is          | N           | galerie \| Încarcă foto | Raportează eroare |
| 406   | Vadul lui Vodă 47°05′47″N 29°04′29″E / 47.096403611111°N 29.074734222222°E                                          | Vila Sicard | sf. sec. XIX                                                                                   | At          | N           | galerie \| Încarcă foto | Raportează eroare |
| 407   | Condrița 47°03′09″N 28°33′58″E / 47.052545°N 28.566159°E                                                            | Mănăstirea „Adormirea Maicii Domnului” | 1738                                                                                           | At          | N           | galerie \| Încarcă foto | Raportează eroare |
| 408   | Condrița | Monument în memoria consătenilor căzuți în război (1941-1945) |                                                                                                | Is          | N           | Încarcă foto            | Raportează eroare |
| 409   | Cruzești | Biserica „Acoperământul Maicii Domnului” | 1931–1934                                                                                      | At          | N           | Încarcă foto            | Raportează eroare |
| 414   | Sîngera str. 31 August 1989, 41                                                                                     | Biserica „Adormirea Maicii Domnului”. Pictură murală | 1912–1921                                                                                      | At Ar       | N           | galerie \| Încarcă foto | Raportează eroare |
| 420   | Goianul Nou str. Vasile Alecsandri, 1 47°07′10″N 28°54′00″E / 47.119427°N 28.9°E                                    | Biserica „Adormirea Maicii Domnului” | 1825                                                                                           | At          | N           | Încarcă foto            | Raportează eroare |
| 421   | Băcioi 46°54′43″N 28°53′35″E / 46.911983980341°N 28.893137905305°E                                                  | Biserica „Sfinții Arhangheli Mihail și Gavriil” | 1866–1867                                                                                      | At          | N           | galerie \| Încarcă foto | Raportează eroare |
| 422   | Grătiești str. Alexei Mateevici, 5 47°05′54″N 28°48′56″E / 47.09829842388°N 28.815608988886°E                       | Biserica „Sfânta Treime” | 1904–1908                                                                                      | At          | N           | galerie \| Încarcă foto | Raportează eroare |
| 423   | Grătiești 47°05′56″N 28°48′58″E / 47.09884317°N 28.816°E                                                            | Sculptură populară. La cimitir |                                                                                                | Ar          | L           | galerie \| Încarcă foto | Raportează eroare |
| 424   | Trușeni str. Ștefan cel Mare și Sfânt, 140 47°03′58″N 28°40′30″E / 47.066075077613°N 28.675085738436°E              | Biserica „Sfinții Arhangheli Mihail și Gavriil” | 1841                                                                                           | At          | N           | galerie \| Încarcă foto | Raportează eroare |
| 425   | Budești str. Florilor, 1 47°03′57″N 29°00′09″E / 47.06591678969°N 29.002512163275°E                                 | Biserica „Sfinții Arhangheli Mihail și Gavriil” | 1912–1942                                                                                      | At          | N           | galerie \| Încarcă foto | Raportează eroare |
| 426   | Budești | Casa geografului E. Proca (1937–1982) |                                                                                                | Im          | N           | Încarcă foto            | Raportează eroare |
| 427   | Colonița str. Alexei Mateevici, 30 47°02′34″N 28°57′38″E / 47.042797099133°N 28.960429266354°E                      | Biserica „Nașterea Maicii Domnului” | 1914                                                                                           | At          | N           | galerie \| Încarcă foto | Raportează eroare |
| 428   | Ghidighici 47°05′36″N 28°46′02″E / 47.093472222222°N 28.767166666667°E                                              | Biserica „Acoperământul Maicii Domnului” | 1833                                                                                           | At          | N           | galerie \| Încarcă foto | Raportează eroare |
| 429   | Ghidighici | Sculptură populară. La cimitir |                                                                                                | Ar          | L           | Încarcă foto            | Raportează eroare |